# Autobuses urbanos de Valladolid
Autobuses Urbanos de Valladolid, S. A. (AUVASA) es la sociedad municipal, creada en 1982, encargada del transporte público dentro del término municipal de Valladolid y, por sendos convenios de gestión, en los de Simancas y La Cistérniga.
Posee 22 líneas ordinarias (2 de ellas circulares), 9 líneas laborables a polígonos industriales, 2 líneas lanzadera al Campus Universitario Miguel Delibes, 7 líneas de servicio especial matinal y 5 de nocturno (Búho), 6 líneas Fútbol que dan servicio al estadio José Zorrilla en los días de partido, y 5 líneas especiales para diferentes ferias u otros eventos culturales al Real de la Feria. En conjunto, la longitud de la red es de 544 kilómetros.
Cuenta con una flota de 150 vehículos con una antigüedad media de 9,86 años. Si se tiene en cuenta únicamente los vehículos de las líneas ordinarias su vida media es de 5,92 años, mientras que la de los autobuses que refuerzan las líneas en horas punta o bien sustituyen a los habituales por averías o cualquier otro motivo se eleva a 17,87 años.
En la actualidad, del total de la flota el 30% (45 autobuses) funciona con GLP, 25 autobuses con biodiésel (16,6%), 17 son híbrido-eléctricos recargables (11,3%), un bus es híbrido (0,66%) y 51 son de GNC (34%). El 22,6% son autobuses articulados de 18 metros (34 unidades), y el resto rígidos de 12 metros. Toda la flota es de piso bajo y poseen rampa para personas con movilidad reducida.
Auvasa tiene una plantilla media de 459 trabajadores y un presupuesto anual de unos 31 millones de euros.

## Historia

### Tranvías de Valladolid (1881-1933)
El transporte urbano colectivo de la ciudad de Valladolid estuvo servido por una red de tranvías entre 1881 y 1933. Hasta 1910 se empleó la tracción animal, fecha en la que comenzó la electrificación del sistema. Su extensión llegó a superar los 12 kilómetros y en 1930 se alcanzó el número máximo de pasajeros, 3.026.096 pasajeros. El surgimiento de una concesión de autobús urbano en 1928 sustituyó rápidamente al tranvía.

### Concesión privada y municipalización (1928-1982)
El servicio se mantuvo bajo el modelo de concesión privada hasta 1979, fecha en la que se inició un tortuoso proceso de municipalización que desembocó en la creación de AUVASA como una sociedad anónima de propiedad totalmente municipal.

### AUVASA
La sociedad Autobuses Urbanos de Valladolid, S.A. se constituye el 11 de junio de 1982, con unas instalaciones en el Camino Viejo de Simancas y una flota de 67 autobuses.
El 13 de octubre de 1983 se inauguran las actuales instalaciones del Polígono de Argales en la calle Bronce, aumentando la flota hasta los 87 autobuses.
Desde entonces la actividad fue creciendo como respuesta a las necesidades de los ciudadanos.

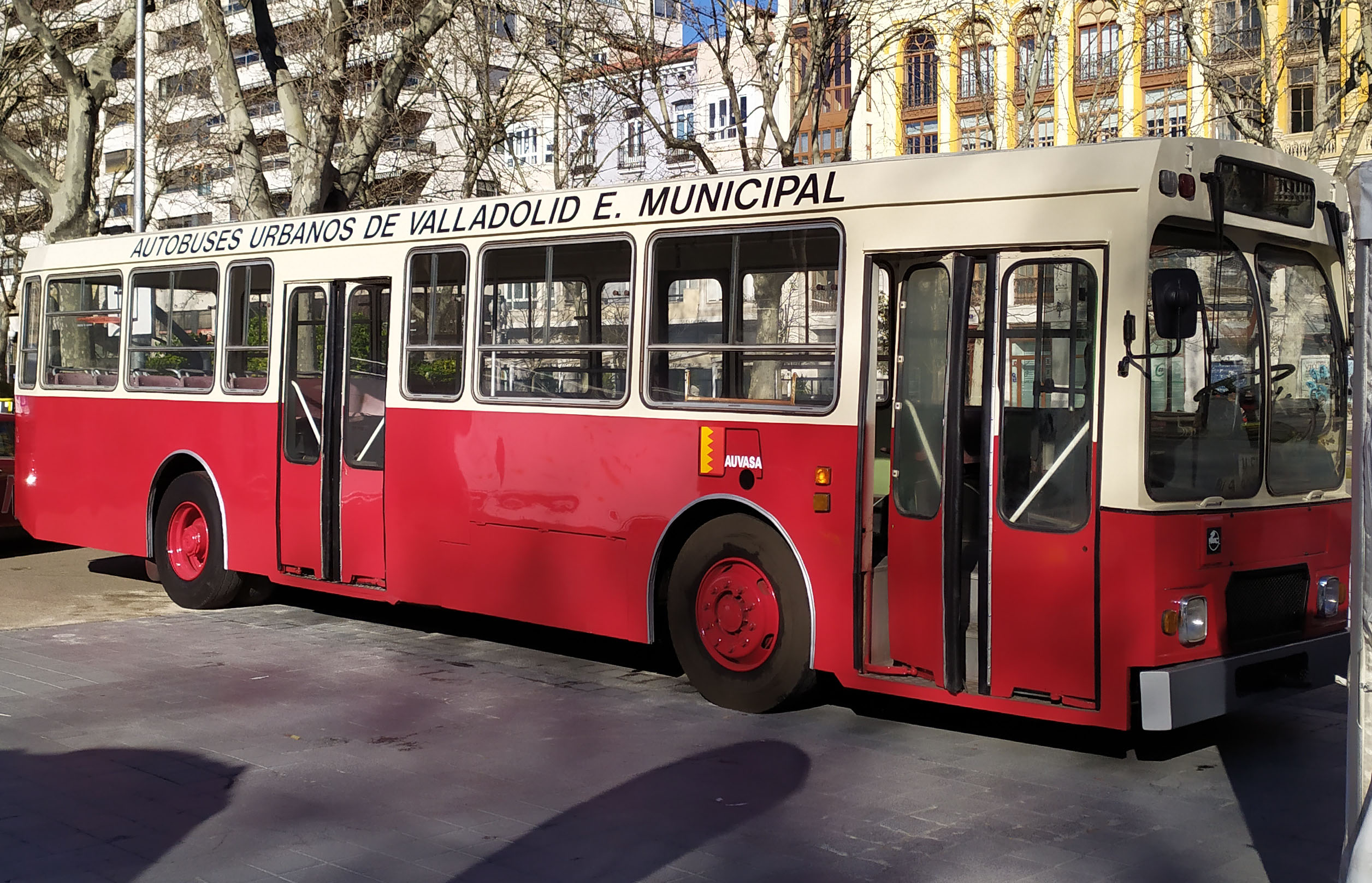
Autobús Pegaso 6038 (ex-EMT de Madrid) restaurado y preservado de AUVASA. Mismo modelo que los primeros recibidos por la empresa en su fundación.

En 1988 AUVASA inició junto con otras tres empresas municipales (Badalona, Palma de Mallorca y Barcelona) un proyecto pionero en España para estudiar la viabilidad del Gas Licuado de Petróleo (GLP) como carburante en el transporte público con el objetivo de reducir las emisiones contaminantes y sonoras.
En octubre de 1995 se puso en marcha el sistema de autobús nocturno (Búho) con cinco líneas que repetían los recorridos de las líneas ordinarias  1 ,  2 ,  3 ,  6  y  8 . En 2002 se reorganizó esta red en horarios y recorridos para tener una configuración, con pequeños cambios, similar a la actual.
En 1997 la red de líneas de Polígonos, complementaria de las líneas ordinarias para dar servicio a las dos grandes áreas industriales de Valladolid, Argales y San Cristóbal, vio suprimidos los recorridos de vuelta.

#### Años 2000
A finales de 2004 Auvasa empezó a incorporar a su flota autobuses de tipo articulado llegando en la actualidad a tener 33 autobuses de estas características en la flota. Diariamente dan servicio en las líneas  1 ,  2  y  8 , y los fines de semana en las líneas búho de mayor demanda, en las líneas F cuando hay partido del Real Valladolid y durante la semana de Ferias de la ciudad en las líneas que llevan al Recinto ferial de la ciudad (líneas R).
El 6 de noviembre de 2007 se crean las líneas radiales Matinales, que circulan desde una media hora antes que los recorridos ordinarios.
El 6 de diciembre de 2008 se amplió la línea  9  hasta el nuevo Hospital Río Hortega, absorbiendo a la línea 6A.
Desde 2008 toda la flota posee climatización (al desaparecer todos los autobuses que carecían de ella) y desde 2011 todos los autobuses son de piso bajo.

#### Años 2010

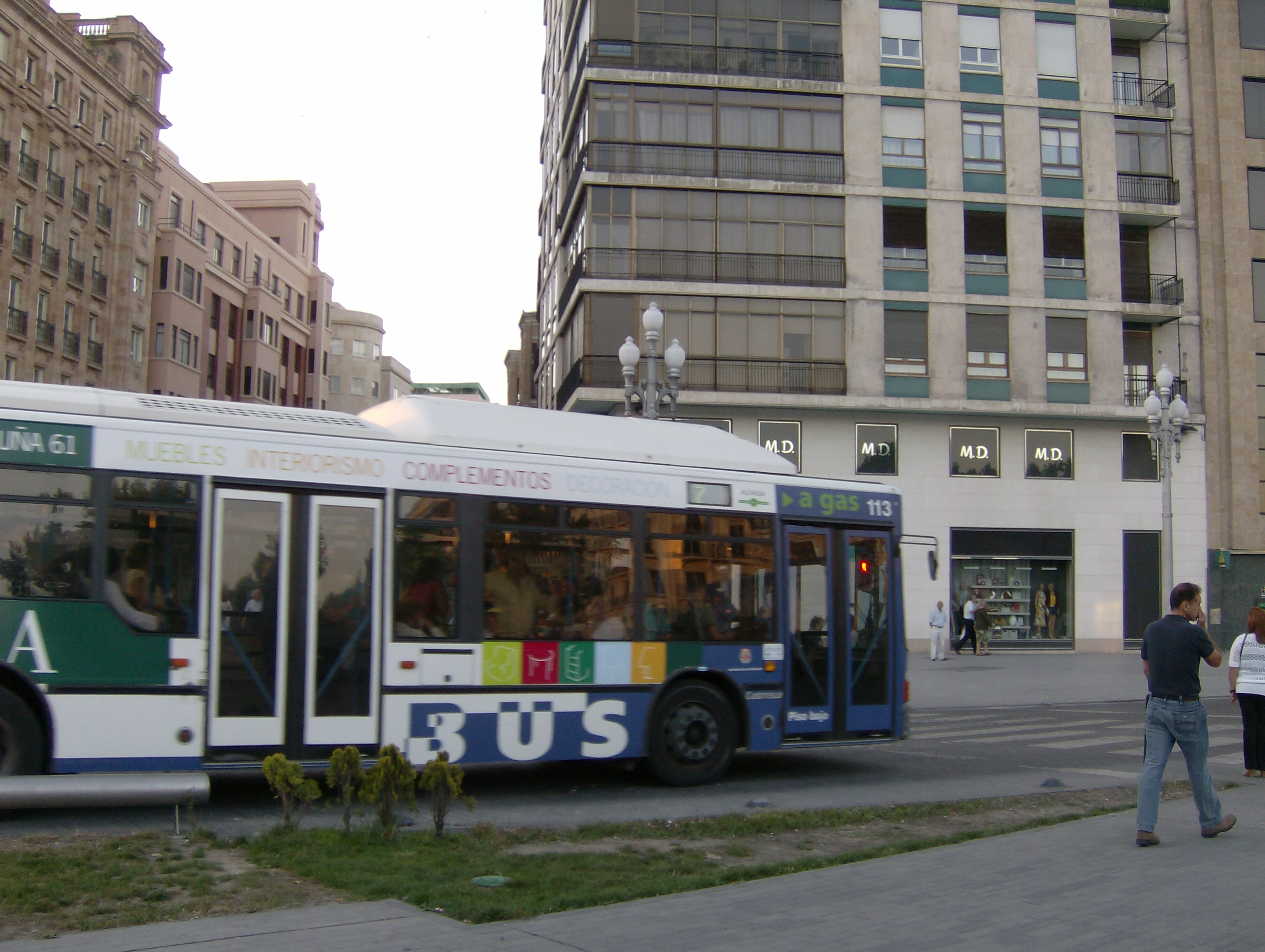
Autobús urbano de Valladolid.

En octubre de 2010 se implantó un nuevo sistema para saber los minutos que quedaban para que llegase el autobús a la parada. El sistema tenía dos métodos para saber el tiempo: uno a través de Internet (página web o aplicación móvil), el cual sigue existiendo, o bien a través de un mensaje de teléfono móvil (SMS) que desapareció en marzo de 2014 tras la implantación de códigos QR en todas las paradas, los cuales también desaparecieron el 2 de enero de 2018.
En 2011 se adquirió un autobús híbrido. Ante el retraso del vehículo comprado por Auvasa, MAN cedió de marzo a mayo de 2011 un vehículo de similares características al que compró la empresa, después fue trasladado a San Sebastián para realizar las mismas pruebas. Finalmente, el 11 de noviembre de 2011 Auvasa puso en funcionamiento su propio autobús híbrido.
El 15 de noviembre de 2012 los trabajadores empezaron a realizar paros parciales de 7 a 9 de la mañana como medida de protesta ante los recortes producidos en sus salarios (como la suspensión de la paga extra de Navidad, decretada a nivel nacional), horas de descanso, etc. Ante la negativa de negociar del alcalde de Valladolid Javier León de la Riva el 10 de diciembre del mismo año se ampliaron los paros siendo también de 13 a 15 horas, pero un día después tras una reunión en la que se acercaron posturas los paros se suspendieron.
En noviembre de 2012 también llegó en pruebas un autobús híbrido desarrollado por Castrosua y Repsol denominado Tempus AutoGas, una mezcla de autobús de GLP con baterías eléctricas y con una autonomía de unos 300 kilómetros.
El 4 de marzo de 2013 comenzó a funcionar la línea E3 para dar servicio al barrio de Los Santos Pilarica ante la demanda de los vecinos. El 2 de enero de 2018 el servicio se amplió al crearse la línea 33, que fue sustituida por la línea  7  el 14 de marzo de 2022, cuando concluyó la construcción del túnel bajo las vías del tren entre las calles Nochevieja y Andrómeda.
El 2 de septiembre de 2013 las antiguas líneas  5  (Paseo Zorrilla 10-Simancas-Entrepinos) y 11 (Cementerio de las Contiendas-La Rubia) se fusionaron, dando lugar a la nueva línea  5  (Cementerio de las Contiendas-Simancas-Entrepinos).
El 23 de septiembre de 2013 se pusieron en servicio dos lanzaderas a universidades denominadas líneas U1 y U8 uniendo Covaresa y Parquesol, respectivamente, con el Campus Miguel Delibes.
Desde noviembre de 2013 se comenzó a implantar para todos los usuarios la tarjeta sin contacto para agilizar el pago en los autobuses, conviviendo con la anterior tarjeta con chip hasta el 31 de diciembre de 2014.
El 17 de enero de 2014 la línea nocturna B2 amplió su recorrido hacia el barrio de Fuente Berrocal, al norte de la ciudad, con un servicio en cada sentido.
El 3 de marzo de 2014 se implantó una mejora en la web para su accesibilidad desde teléfonos móviles. Además, se colocaron códigos QR en las paradas para un acceso más rápido desde móviles escaneando dicho código. Fueron eliminados en enero de 2018.
El 13 de mayo de 2014 con motivo de la festividad de san Pedro Regalado en la capital vallisoletana, el autobús volvió a ser gratuito, durante un día, tras varios años sin realizar esta promoción. Esta medida también se aplicó el mismo día, y por última vez, en el año 2015. Del mismo modo, el "Día sin coche" del año 2015 el Ayuntamiento promocionó el bus gratuito todo el día, actuación repetida en los años siguientes.
En diciembre de 2015 tras el desacuerdo con el calendario de trabajo y la realización del servicio nocturno el comité de empresa propuso varios días de paros parciales de 13:00 a 15:00 horas durante la campaña de Navidad. Tras varias negociaciones con el Ayuntamiento de Valladolid, los paros solo llegaron a producirse un día, el 15 de diciembre, debido a que para el día 16 de diciembre se llegó a un acuerdo que fue ratificado por los trabajadores al día siguiente.
Desde el 1 de enero de 2016 todos los niños de edades comprendidas entre los 4 y los 12 años y que estén empadronados en la ciudad de Valladolid tienen derecho a solicitar el Bono Infantil. Este bono da acceso gratuito a todas las líneas de Auvasa.

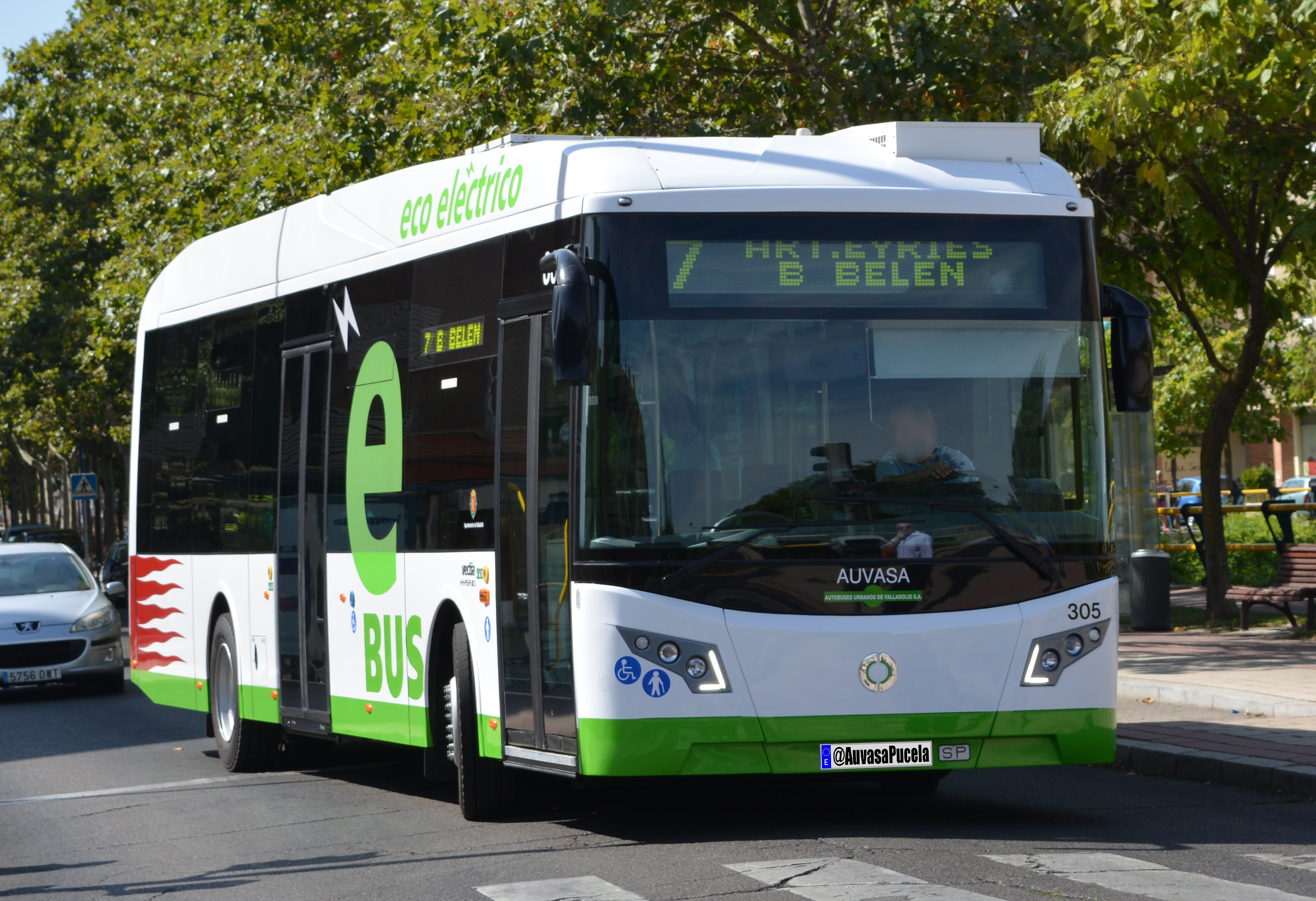
Autobús híbrido enchufable.

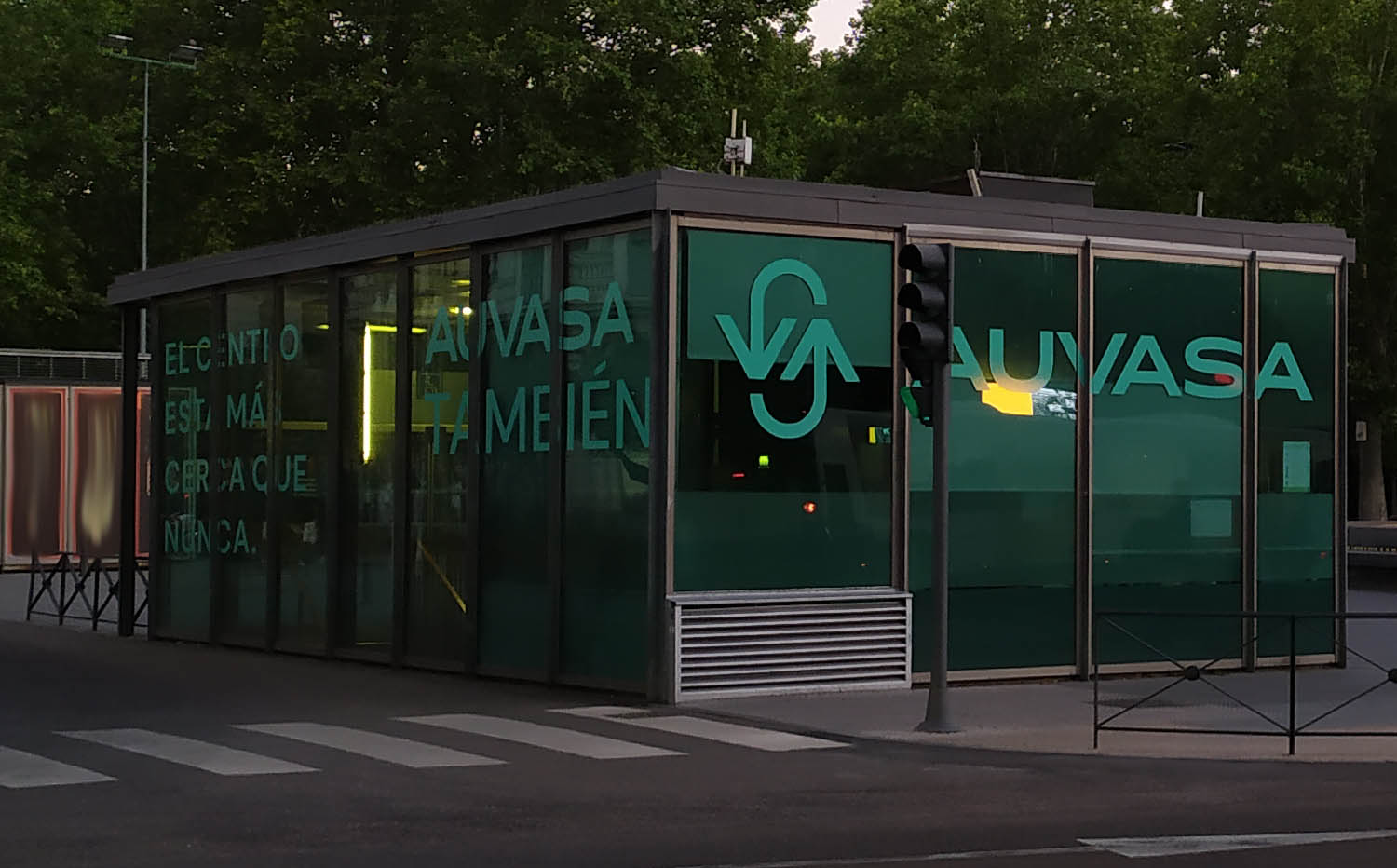
Oficina de Atención al Público de AUVASA en Pza. Zorrilla.

En noviembre de 2017, la línea  7  se convirtió en la primera con carga con pantógrafo en España al entrar en funcionamiento 5 autobuses híbrido-eléctricos enchufables de la marca española Vectia modelo Veris.12. Con la compra de estos vehículos, además, se inició un cambio progresivo de los colores de la flota, pasando del azul y blanco al verde y blanco.
El 2 de enero de 2018 se actualizaron las líneas, paradas y recorridos de Auvasa. Algunos de los cambios fueron la eliminación de la línea 15 (cubriendo la ruta con las líneas 18 y 19), y la supresión de la parada en la plaza Mayor, promoviendo su total peatonalización.
El 31 de agosto de 2018 la línea nocturna B1 amplió su recorrido hacia el barrio de La Overuela, con un servicio en cada sentido.
El 10 de septiembre de 2018 nació la línea 24 para unir la plaza del Poniente con el barrio de La Overuela sustituyendo a la línea 14, que volvió a realizar el recorrido Plaza España - Polígono San Cristóbal.
A principios de 2019, se adjudicó la construcción de una estación gas natural comprimido (GNC) para la posterior compra de autobuses y camiones del servicio municipal de limpieza movidos por este combustible. Los primeros vehículos comenzaron a prestar servicio en octubre de 2020.
El 28 de febrero de 2019 se aplicó en Auvasa, por primera vez en España, la gratuidad del servicio como medida puntual anticontaminación.

#### Años 2020
El sábado 14 de marzo de 2020, el servicio fue suspendido de 14:00 a 24:00 horas por orden de la Junta de Castilla y León a causa de la COVID-19. Al día siguiente, tras la declaración del estado de alarma por el Gobierno de España que decretó la prestación obligatoria del servicio, se retomó la normalidad a excepción de las lanzaderas Universitarias —por la cancelación de las clases presenciales— y las Líneas Búho y Fútbol que quedaron suprimidas hasta el fin de la alerta sanitaria (junio y agosto de 2021 respectivamente).
Debido al confinamiento general y la merma de la demanda de viajeros, descendiendo a un 10 % del uso habitual, las frecuencias se redujeron sustancialmente, resultando de entre 20 y 45 minutos en hora punta y hasta 120 minutos en hora valle. Además, se suprimieron varios servicios como la primera expedición de las líneas a Polígonos (5:10 y 5:15 de la mañana), las líneas Matinales (cubiertas por adelantos horarios de las Ordinarias) y todos los trayectos de las líneas 10, 13, 14, 16, 23, 26 y 33. El servicio de todas las líneas Ordinarias recuperó progresivamente la normalidad en el mes de junio.
Tras la eliminación del pago en efectivo del Billete Ordinario el 16 de marzo de 2020, en el mes de julio se sustituyó por billetes prepago y desde enero de 2021 se permite el pago de los viajes con tarjeta bancaria o smartphone con circuito NFC y a través de la aplicación móvil Auvasa Pay.
El 19 de octubre de 2020 se puso en marcha una nueva línea universitaria, UH, entre el barrio de Delicias (Hospital Río Hortega) y el Campus Miguel Delibes. Al mismo tiempo, las líneas U1 y U8 modificaron parte de sus recorridos y se implantaron nuevos servicios a mediodía. Estos servicios extraordinarios acabaron con el curso 2020-21.
Del 14 al 25 de junio de 2021 el comité de empresa convocó paros parciales, de 13:30 a 15:30 horas, en desacuerdo con la organización de las bolsas de trabajo para cubrir las bajas en la plantilla.
Del 29 de noviembre al 4 de diciembre de 2021 se realizaron una serie de pruebas en las líneas  1 ,  8 , 18, 19, C1 y C2 con un Solaris Urbino 12 propulsado por dihidrógeno.
El 29 de abril de 2022 se presentó la nueva imagen de AUVASA, englobando a las nuevas marcas MOVASA (aparcamientos y ascensores) y BIKI (sistema de alquiler de bicicletas).
De septiembre a diciembre de 2022, como parte del plan nacional de ahorro energético y promoción de la movilidad sostenible, el precio de todos los abonos mensuales y bonobuses se redujo un 30 %.
El 20 de septiembre de 2023 se recuperó el pago en efectivo a bordo de los autobuses. Este estuvo permitido desde 2020, con la adquisición de billetes ordinarios en puntos de venta o parquímetros.

## Evolución de viajeros

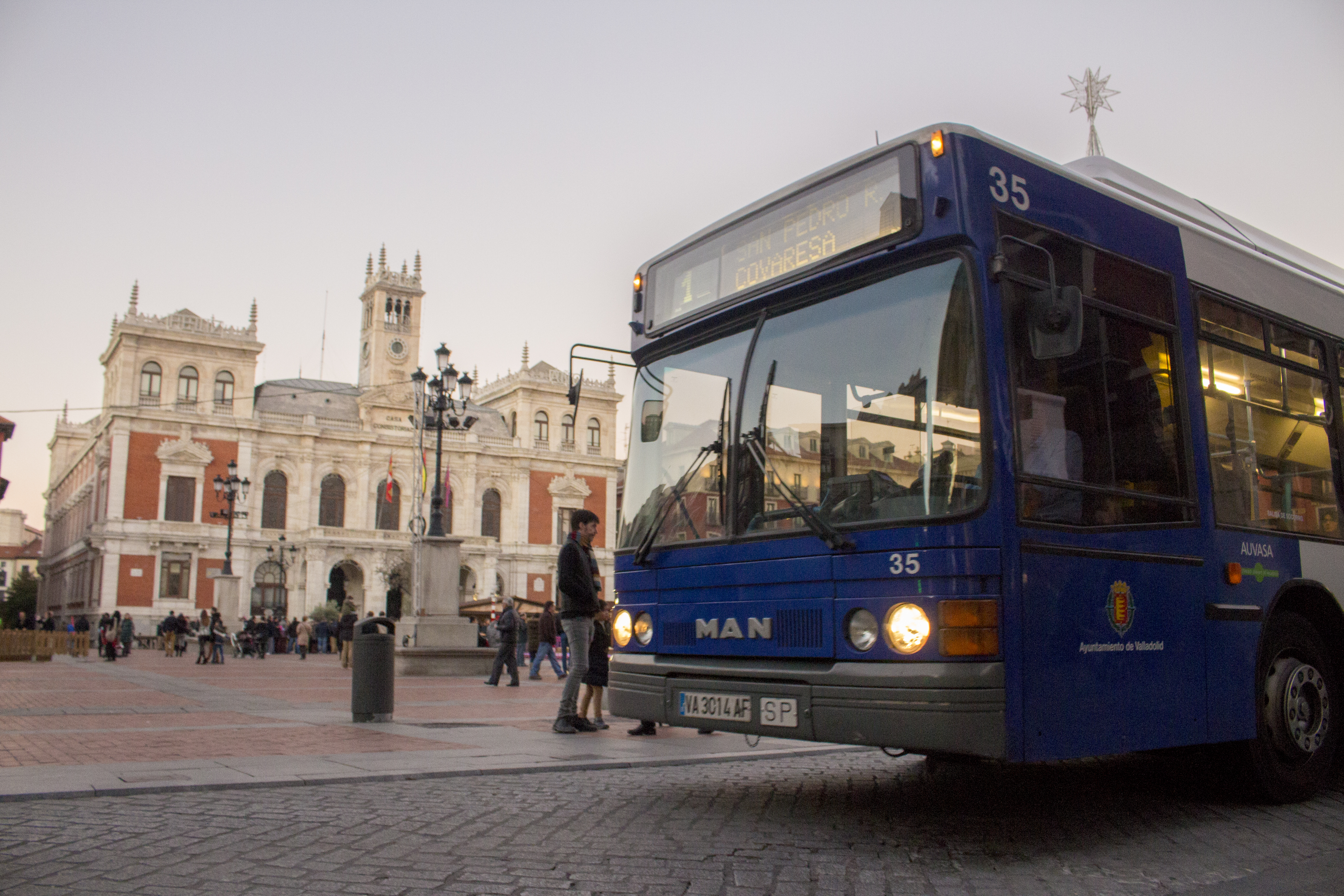
Autobús urbano a su paso por la plaza Mayor.

Estos son los datos de viajeros totales de los últimos años:
| Año  | Viajeros | Viajeros    |
| ---- | -------- | ----------- |
| 1991 |          | 23.913.469  |
| 1992 |          | 23.830.181  |
| 1993 |          | 23.160.860  |
| 1994 |          | 23.001.247  |
| 1995 |          | 23.274.318  |
| 1996 |          | 24.220.561  |
| 1997 |          | 25.319.527  |
| 1998 |          | 27.416.814  |
| 1999 |          | 29.142.799  |
| 2000 |          | 29.866.714  |
| 2001 |          | 30.214.495  |
| 2002 |          | 29.562.070  |
| 2003 |          | 30.859.429  |
| 2004 |          | 31.574.184  |
| 2005 |          | 32.023.100  |
| 2006 |          | 31.094.685  |
| 2007 |          | 31.439.570  |
| 2008 |          | 31.499.851  |
| 2009 |          | 30.731.024  |
| 2010 |          | 30.037.748  |
| 2011 |          | 29.606.465  |
| 2012 |          | 27.735.537  |
| 2013 |          | 26.307.146  |
| 2014 |          | 25.800.480  |
| 2015 |          | 25.674.833  |
| 2016 |          | 25.698.584  |
| 2017 |          | 25.563.084  |
| 2018 |          | 25.599.092  |
| 2019 |          | 26.018.796  |
| 2020 |          | 13.732.858  |
| 2021 |          | 16.715.879  |
| 2022 |          | 20.578.145  |
| 2023 |          | 25.728.512  |
| 2024 |          | 28.584.025  |
| 2025 |          | 17.739.918* |

```
 ** Dato provisional a mes de julio.
```

### Demanda de cada línea
En el cómputo anual destacan las líneas 1 y Circular (C1 y C2) como las más utilizadas, ambas en el entorno de los cuatro millones de pasajeros. Justo después se sitúan las líneas diametrales con más frecuencia (2, 6, 8, 7, 9, 3 y 5), superando todas ellas el millón de viajeros:
| Línea | Trayecto                                    | 2024      | 2024        | 2023      | 2023        | 2022      | 2022          | 2021      | 2021        | 2020      | 2020          | 2019      | 2019          | 2018      | 2018          | 2017      |
| ----- | ------------------------------------------- | --------- | ----------- | --------- | ----------- | --------- | ------------- | --------- | ----------- | --------- | ------------- | --------- | ------------- | --------- | ------------- | --------- |
| 1     | Barrio España-Covaresa                      | 4 929 793 | Crecimiento | 4 427 839 | Crecimiento | 3 432 755 | Crecimiento   | 2 755 343 | Crecimiento | 2 268 717 | Decrecimiento | 4 246 897 | Crecimiento   | 4 069 268 | Crecimiento   | 3 523 791 |
| C1+C2 | Circular Parquesol-La Victoria-Parquesol    | 4 564 172 | Crecimiento | 4 060 523 | Crecimiento | 3 226 831 | Crecimiento   | 2 740 587 | Crecimiento | 2 265 071 | Decrecimiento | 4 011 171 | Crecimiento   | 3 945 898 | Crecimiento   | 3 893 660 |
| 2     | San Pedro Regalado-Covaresa                 | 3 544 589 | Crecimiento | 3 192 435 | Crecimiento | 2 509 624 | Crecimiento   | 1 994 218 | Crecimiento | 1 666 965 | Decrecimiento | 3 244 321 | Crecimiento   | 3 225 407 | Decrecimiento | 3 439 329 |
| 6     | Delicias-La Victoria                        | 2 602 146 | Crecimiento | 2 426 180 | Crecimiento | 1 940 692 | Crecimiento   | 1 560 640 | Crecimiento | 1 307 254 | Decrecimiento | 2 526 231 | Crecimiento   | 2 497 286 | Decrecimiento | 2 642 566 |
| 8     | Parquesol-Belén                             | 2 434 535 | Crecimiento | 2 214 537 | Crecimiento | 1 819 983 | Crecimiento   | 1 483 437 | Crecimiento | 1 139 380 | Decrecimiento | 2 269 307 | Crecimiento   | 2 257 373 | Crecimiento   | 2 243 970 |
| 7     | Arturo Eyríes-Belén                         | 2 194 097 | Crecimiento | 1 942 763 | Crecimiento | 1 531 008 | Crecimiento   | 1 231 425 | Crecimiento | 1 057 322 | Decrecimiento | 2 090 885 | Decrecimiento | 2 135 563 | Decrecimiento | 2 233 408 |
| 9     | Parquesol-Delicias-Polígono San Cristóbal   | 2 071 068 | Crecimiento | 1 909 265 | Crecimiento | 1 473 925 | Crecimiento   | 1 173 994 | Crecimiento | 955 959   | Decrecimiento | 1 805 765 | Crecimiento   | 1 798 794 | Crecimiento   | 1 658 553 |
| 3     | Las Flores-Girón-Contiendas                 | 1 694 591 | Crecimiento | 1 479 491 | Crecimiento | 1 208 689 | Crecimiento   | 1 019 110 | Crecimiento | 848 678   | Decrecimiento | 1 615 260 | Crecimiento   | 1 580 561 | Crecimiento   | 1 567 661 |
| 5     | Entrepinos-La Victoria                      | 1 220 958 | Crecimiento | 1 102 482 | Crecimiento | 969 235   | Crecimiento   | 775 592   | Crecimiento | 622 139   | Decrecimiento | 1 113 572 | Crecimiento   | 1 063 021 | Crecimiento   | 817 990   |
| 19    | La Cistérniga-Puente Duero                  | 713 140   | Crecimiento | 654 941   | Crecimiento | 541 052   | Crecimiento   | 442 126   | Crecimiento | 354 007   | Decrecimiento | 650 953   | Crecimiento   | 626 383   | Crecimiento   | 288 266   |
| 18    | La Cistérniga-Puente Duero                  | 670 775   | Crecimiento | 611 544   | Crecimiento | 522 507   | Crecimiento   | 418 588   | Crecimiento | 343 755   | Decrecimiento | 628 568   | Crecimiento   | 619 978   | Crecimiento   | 441 883   |
| 4     | Pinar de Jalón-Fuente Berrocal              | 352 566   | Crecimiento | 302 180   | Crecimiento | 238 914   | Crecimiento   | 198 699   | Crecimiento | 160 452   | Decrecimiento | 270 585   | Crecimiento   | 256 227   | Crecimiento   | 148 364   |
| H     | Paseo Zorrilla-Hospital Río Hortega         | 239 158   | Crecimiento | 222 036   | Crecimiento | 188 434   | Crecimiento   | 145 381   | Crecimiento | 137 206   | Decrecimiento | 275 990   | Crecimiento   | 264 598   | Decrecimiento | 265 370   |
| 24    | Plaza Poniente-La Overuela                  | 120 951   | Crecimiento | 111 317   | Crecimiento | 96 993    | Crecimiento   | 82 268    | Crecimiento | 68 676    | Decrecimiento | 106 478   | Crecimiento   | 31 323    | -             | n/a       |
| 14    | Plaza España-Polígono San Cristóbal         | 99 668    | Crecimiento | 83 067    | Crecimiento | 61 788    | Crecimiento   | 53 899    | Crecimiento | 34 668    | Decrecimiento | 69 777    | Decrecimiento | 149 276   | Crecimiento   | 81 491    |
| 16    | Paseo Zorrilla-Pinar de Jalón               | 66 995    | Crecimiento | 61 656    | Crecimiento | 55 914    | Crecimiento   | 45 144    | Crecimiento | 33 999    | Decrecimiento | 64 190    | Crecimiento   | 61 461    | Decrecimiento | 163 706   |
| 33    | Los Santos/Pilarica-Plaza España            | n/a       | -           | n/a       | -           | 10 294    | Decrecimiento | 44 259    | Crecimiento | 32 768    | Decrecimiento | 63 400    | Crecimiento   | 58 204    | -             | n/a       |
| 13    | Plaza España-La Cistérniga-Polígono La Mora | 64 489    | Crecimiento | 54 829    | Crecimiento | 43 092    | Crecimiento   | 37 918    | Crecimiento | 31 768    | Decrecimiento | 60 740    | Crecimiento   | 60 065    | Decrecimiento | 62 243    |
| 17    | Rondilla-Polígono San Cristóbal             | 60 708    | Crecimiento | 49 301    | Crecimiento | 38 733    | Crecimiento   | 33 988    | Crecimiento | 32 264    | Decrecimiento | 51 193    | Decrecimiento | 51 997    | Crecimiento   | 46 131    |
| 10    | Parquesol-Villa de Prado                    | 47 404    | Crecimiento | 41 951    | Crecimiento | 40 556    | Crecimiento   | 31 915    | Crecimiento | 20 711    | Decrecimiento | 41 531    | Crecimiento   | 41 103    | Decrecimiento | 140 914   |
| 26    | Plaza España-Col. San Juan de Dios          | 15 116    | Crecimiento | 14 463    | Crecimiento | 13 863    | Crecimiento   | 10 345    | Crecimiento | 7330      | Decrecimiento | 22 241    | Crecimiento   | 20 807    | -             | n/a       |
| 23    | Paseo Zorrilla-Cañada Real 560              | 12 407    | Crecimiento | 11 584    | Crecimiento | 6101      | Decrecimiento | 6193      | Crecimiento | 4181      | Decrecimiento | 10 988    | Crecimiento   | 8445      | Crecimiento   | 5652      |

## Tarifas
Los últimos cambios en las tarifas se produjeron el día 10 de febrero de 2021, introduciendo descuentos especiales para familias numerosas y personas con discapacidad. Desde 2017 existen el bonobús Social y los bonos mensuales (incluido uno Metropolitano en colaboración con la Junta de Castilla y León y las empresas concesionarias que dan servicio a los municipios más cercanos a la capital). Desde 2016 los menores de 12 años, y desde 2020 los menores de 15 años, pueden acceder a casi todos los servicios de forma gratuita, previa solicitud de la tarjeta correspondiente.
- Hasta el 30 de junio de 2025 todos los títulos multiviaje tienen un descuento del 50% en aplicación de las medidas del Gobierno de España (30% Estado y 20% Ayuntamiento de Valladolid).

| PrecioServicio              | 2025 - 2017 | 2016      | 2015 - 2014 | 2013      | 2012      | 2011      | 2010 - 2009 | 2008      | 2007      | 2006      | 2005      | 2004      | 2003      | 2002      |
| --------------------------- | ----------- | --------- | ----------- | --------- | --------- | --------- | ----------- | --------- | --------- | --------- | --------- | --------- | --------- | --------- |
| Billete ordinario           | 1,50 €      | 1,40 €    | 1,40 €      | 1,30 €    | 1,20 €    | 1,10 €    | 1,10 €      | 1,00 €    | 0,95 €    | 0,93 €    | 0,88 €    | 0,83 €    | 0,78 €    | 0,75 €    |
| Servicio Nocturno           | 1,40 €      | 1,30 €    | 1,30 €      | 1,20 €    | 1,10 €    | 1,10 €    | 1,10 €      | 1,00 €    | 1,00 €    | 1,00 €    | 0,95 €    | 0,83 €    | 0,78 €    | 0,75 €    |
| Servicios concertados       | 1,20 €      | 1,15 €    | 1,15 €      | 1,13 €    | 1,08 €    | 1,08 €    | 1,08 €      | 1,00 €    | 1,00 €    | 1,00 €    | 0,95 €    | 0,83 €    | 0,78 €    | 0,75 €    |
| Bonobús Ordinario (1 viaje) | 0,75 €      | 0,70 €    | 0,70 €      | 0,68 €    | 0,65 €    | 0,63 €    | 0,61 €      | 0,59 €    | 0,58 €    | 0,56 €    | 0,53 €    | 0,50 €    | 0,49 €    | 0,48 €    |
| Bonobús Joven (1 viaje)     | 0,47 €      | 0,44 €    | 0,44 €      | 0,42 €    | 0,40 €    | 0,39 €    | 0,37 €      | 0,36 €    | 0,35 €    | 0,34 €    | 0,32 €    | 0,30 €    | 0,30 €    | 0,30 €    |
| Bonobús Social (1 viaje)    | 0,20 €      | —         | —           | —         | —         | —         | —           | —         | —         | —         | —         | —         | —         | —         |
| Bono 30 Días Ordinario      | 38,00 €     | —         | —           | —         | —         | —         | —           | —         | —         | —         | —         | —         | —         | —         |
| Bono 30 Días Joven          | 22,00 €     | —         | —           | —         | —         | —         | —           | —         | —         | —         | —         | —         | —         | —         |
| Bono 30 Días Metropolitano  | 59,00 €     | —         | —           | —         | —         | —         | —           | —         | —         | —         | —         | —         | —         | —         |
| Bono Infantil (4-14 años)   | Gratuito*   | Gratuito* | —           | —         | —         | —         | —           | —         | —         | —         | —         | —         | —         | —         |
| Tarjeta Pensionista         | Gratuito*   | Gratuito* | Gratuito*   | Gratuito* | Gratuito* | Gratuito* | Gratuito*   | Gratuito* | Gratuito* | Gratuito* | Gratuito* | Gratuito* | Gratuito* | Gratuito* |
| Fuente:                     |             |           |             |           |           |           |             |           |           |           |           |           |           |           |

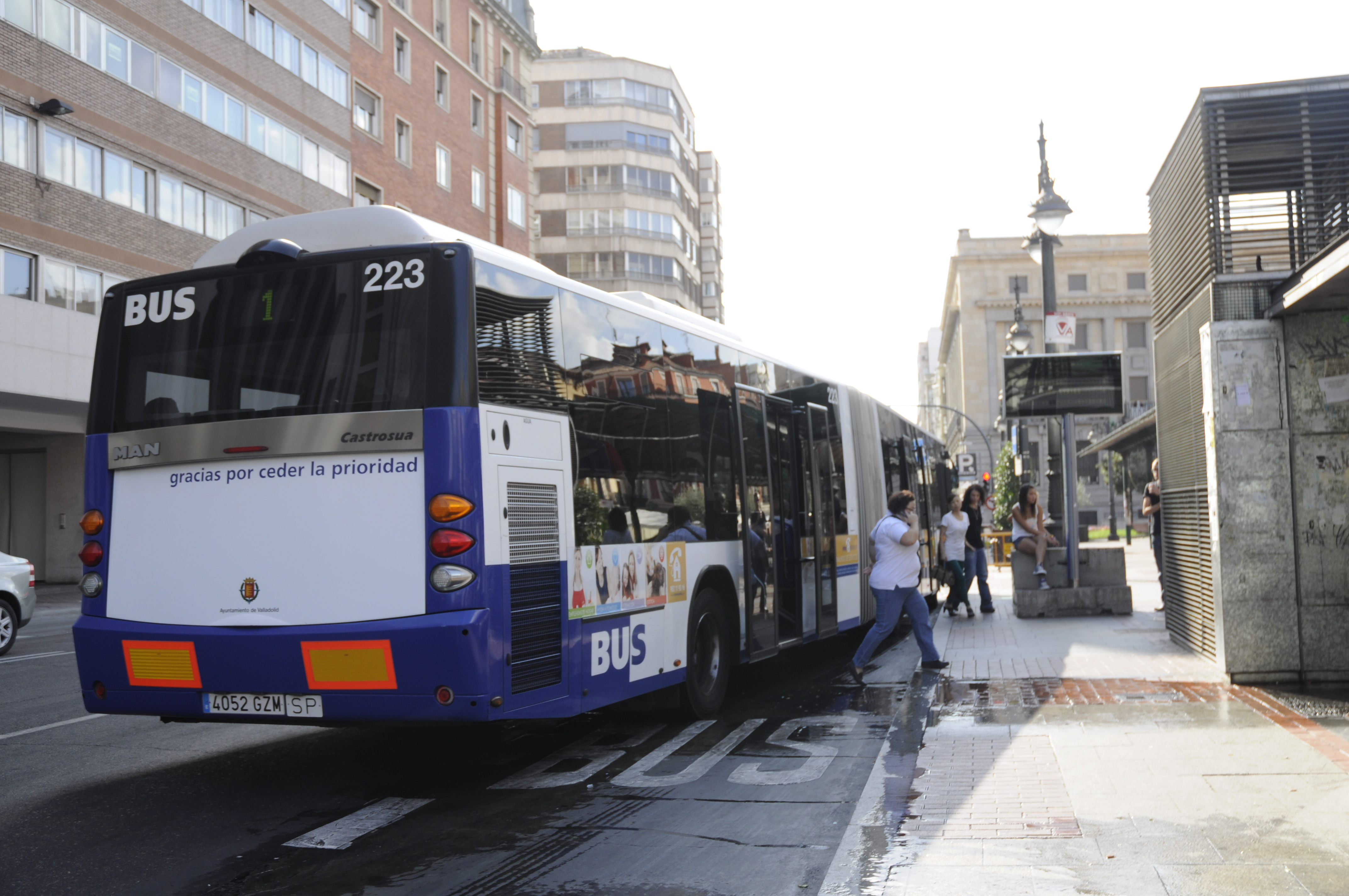
Autobús articulado de Auvasa en la plaza de España.

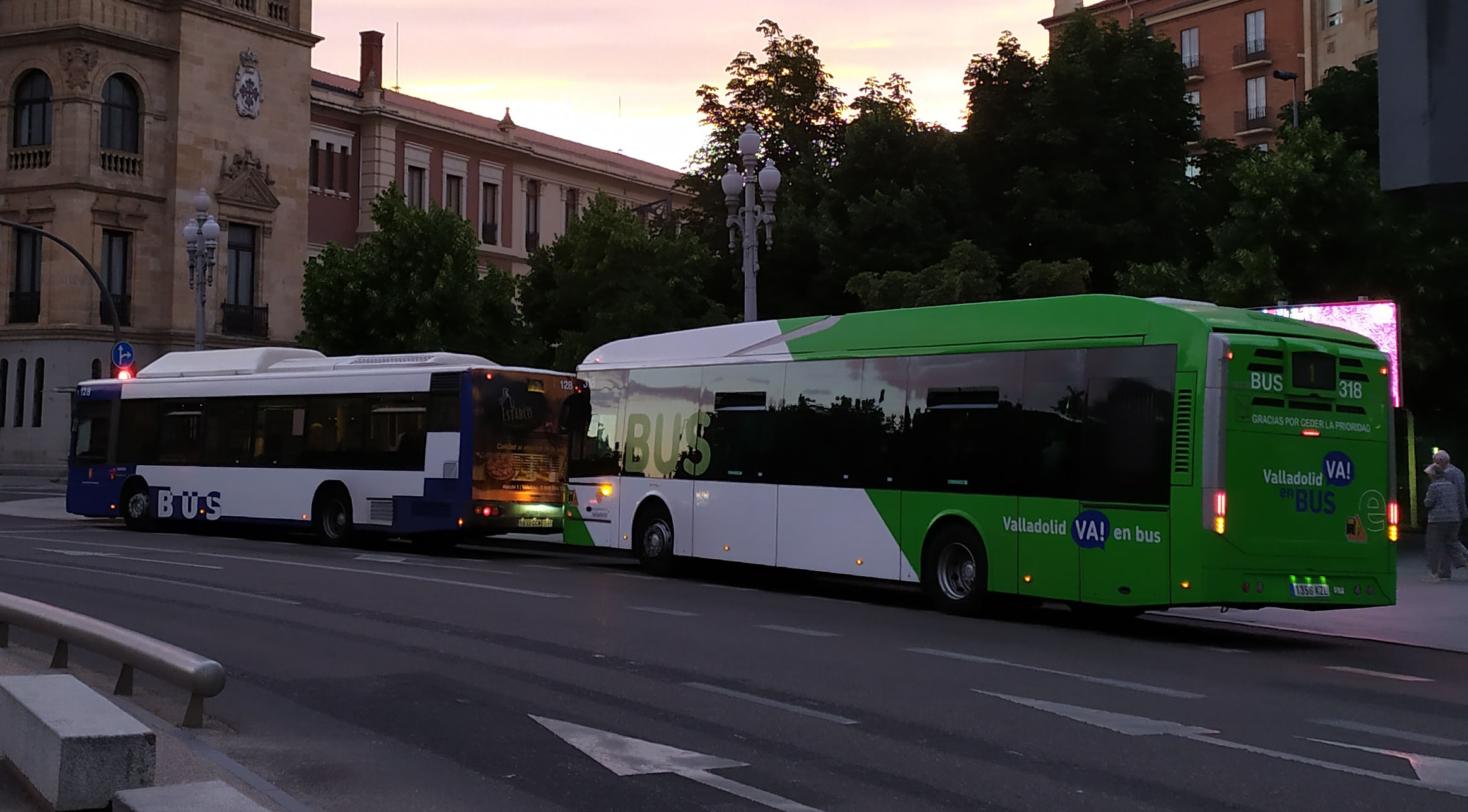
Autobuses 128 y 318 de Auvasa en la Plaza de Zorrilla, cada uno con rotulación diferente: azul (1995-2016) y verde (2016-actualidad).

- Todos los precios incluyen IVA y SOV.
- El billete es gratuito para todos los viajeros menores de 4 años.
- El billete ordinario y el Búho no permiten ningún transbordo gratuito. A causa del coronavirus se adquiere o bien en el propio autobús con tarjeta bancaria o app, o en efectivo en quioscos y estancos.[48]
- El billete nocturno se aplica a partir de las 23:30 horas.
- Los bonobuses por viajes (Ordinario, Joven y Social) permiten un transbordo gratuito en otra línea antes de trascurrir 60 minutos, salvo entre las líneas 2 y 23, 16 y 26, y C1 y C2 respectivamente. Estas tarjetas no tienen bonificado el billete Búho, aplicándose el precio general (1,40 €) por cada viaje en estas líneas.
- Los Bonos 30 Días (salvo el Metropolitano), Social, Infantil y Tarjeta Pensionista son exclusivos de empadronados en el municipio de Valladolid.
  - Los Bonos 30 Días constituyen una tarifa plana que abarca todos los servicios de Auvasa por 30 días naturales. El Metropolitano también incluye las líneas que conectan con las localidades del alfoz.
  - El Bono Social es exclusivo para mayores de 45 años y más de dos años continuados en paro, con un conjunto de ingresos mensuales en la unidad familiar no superior a 1,3 veces el IPREM. Esta tarjeta solo puede utilizarse en las líneas Ordinarias.
  - Para solicitar la Tarjeta Pensionista se debe tener una pensión inferior o igual al Salario Mínimo Interprofesional en el momento de la solicitud o Pensión Mínima con Cónyuge a cargo. Esta tarjeta no puede utilizarse en las líneas Búho.
  - El Bono Infantil y la Tarjeta Pensionista no permiten el viaje gratuito en los servicios concertados.
- Los bonos por viajes y los 30 Días (Ordinario y Joven) permiten descuentos, de entre un 20 y 50 % sobre las tarifas habituales, para familias numerosas y personas con discapacidad reconocida igual o superior al 65 %.

### Pago a través de app o móvil
El 22 de diciembre de 2020 se puso en marcha el pago a través de tarjeta bancaria (billete ordinario) o a través de la aplicación para dispositivos móviles Auvasa PAY (billete ordinario o bonobús ordinario). Se fue implementando por fases hasta estar completado en todas las líneas durante el mes de enero de 2021.

## Líneas
El esquema actual de líneas entró en servicio el 2 de enero de 2018.

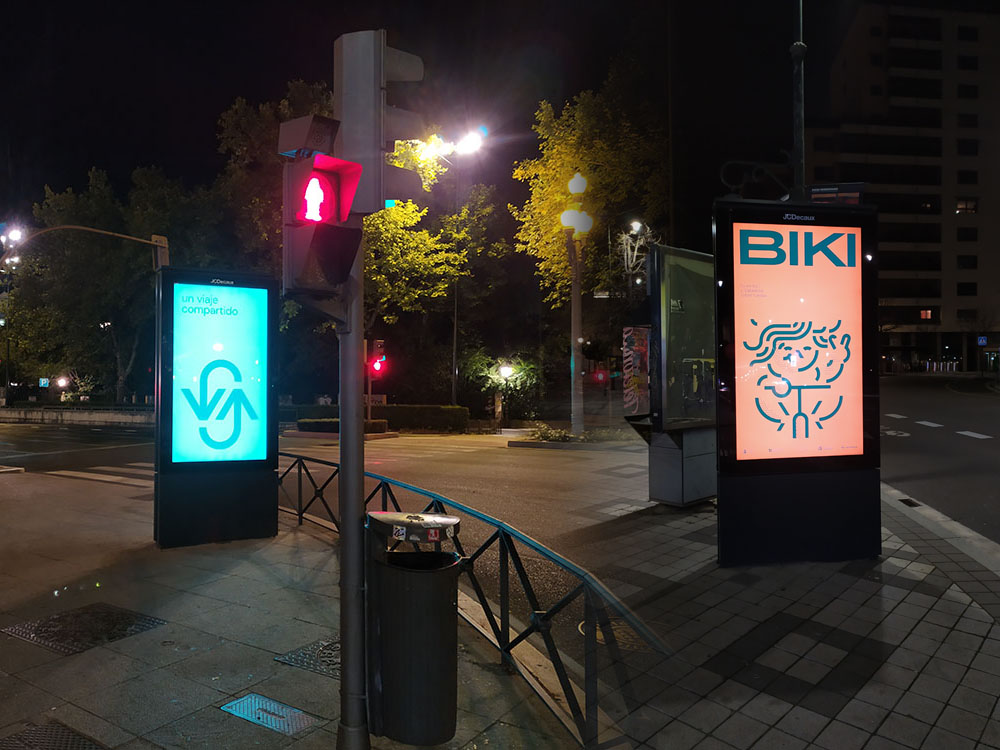
Paneles publicitarios.

### Ordinarias
Las líneas diurnas de Auvasa circulan entre las 7:00 y las 23:00 horas, aproximadamente. Se establecen dos tipos de líneas, las líneas a frecuencia y las líneas a horario. Son las siguientes:
| Línea | Trayecto                                                             | Frecuencia | KM línea IDA+VUELTA |
| ----- | -------------------------------------------------------------------- | --- | ------------------- |
| 1     | Barrio España - Covaresa                                             | Laborables: 9-12 minutos. Sábados: 12-14 minutos. Festivos: 15-17 minutos.                                                                                                | 18,9                |
| 2     | San Pedro Regalado - Covaresa                                        | Laborables: 10-13 minutos. Sábados: 13-16 minutos. Festivos: 14-17 minutos.                                                                                               | 21,7                |
| 3     | Las Flores - Girón - *Cementerio Las Contiendas*                     | Laborables: 14-18 minutos. Sábados y festivos: 19-22 minutos *Frecuencia al Cementerio Las Contiendas: laborables: 28-36 minutos. Sábados y festivos: 38-44 minutos.      | 22,1                |
| 4     | Pinar de Jalón - Fuente Berrocal                                     | Servicio a horario (todos los días): información pulsando sobre la línea.                                                                                                 | 25,3                |
| 5     | Entrepinos - La Victoria                                             | Servicio a horario (todos los días): información pulsando sobre la línea.                                                                                                 | 38,4                |
| 6     | Delicias (Hosp. Río Hortega) - La Victoria                           | Laborables: 11-14 minutos. Sábados: 14-16 minutos. Festivos: 14-18 minutos.                                                                                               | 18,5                |
| 7     | Arturo Eyríes - Los Santos Pilarica                                  | Laborables: 8-14 minutos. Sábados y festivos: 15-23 minutos. | 11,7                |
| 8     | Parquesol - Belén (Universidad)                                      | Laborables: 11-14 minutos. Sábados y festivos: 14-18 minutos. | 17,2                |
| 9     | Parquesol - Delicias (Hosp. Río Hortega) - *Polígono San Cristóbal*  | Laborables: 15 minutos. Sábados y festivos: 30 minutos *Servicio al polígono industrial de San Cristóbal solo laborables y sábados mañana, el resto finaliza en Delicias. | 24,2                |
| 10    | Parquesol - Villa de Prado                                           | Servicio a horario (laborables): información pulsando sobre la línea. Sábados y festivos: sin servicio.                                                                   | 15,6                |
| 13    | Plaza España - La Cistérniga - *Polígono La Mora*                    | Servicio a horario (laborables): información pulsando sobre la línea. Sábados y festivos: sin servicio.                                                                   | 23,8                |
| 14    | Plaza España (C/ Panaderos) - Polígono San Cristóbal                 | Servicio a horario (laborables): información pulsando sobre la línea. Sábados y festivos: sin servicio.                                                                   | 15,6                |
| 16    | Paseo Zorrilla 71 - Pinar de Jalón                                   | Servicio a horario (laborables y sábados mañana): información pulsando sobre la línea. Sábados tarde y festivos: sin servicio.                                            | 10,6                |
| 17    | Rondilla - Polígono San Cristóbal                                    | Servicio a horario (laborables): información pulsando sobre la línea. Sábados y festivos: sin servicio.                                                                   | 19,2                |
| 18    | La Cistérniga - Pza. España - *Puente Duero* (por Páramo San Isidro) | Todos los días: 60 minutos *Servicio a Puente Duero solo laborables y sábados, el resto finaliza en Plaza España.                                                         | 42,9                |
| 19    | La Cistérniga - Pza. España - Puente Duero (por Hosp. Río Hortega)   | Todos los días: 60 minutos. | 45,0                |
| 23    | Paseo Zorrilla 130 - Cañada Real 560                                 | Servicio a horario (laborables y sábados): información pulsando sobre la línea. Festivos: sin servicio.                                                                   | 13,3                |
| 24    | Plaza Poniente - La Overuela                                         | Todos los días: 60 minutos. | 15,4                |
| 26    | Plaza España - Col. San Juan de Dios                                 | Servicio a horario (laborables): información pulsando sobre la línea. Sábados y festivos: sin servicio.                                                                   | 13,8                |
| C1    | Circular 1: Parquesol - La Victoria - Parquesol                      | Laborables: 11-14 minutos. Sábados y festivos: 14-17 minutos. | 17,8                |
| C2    | Circular 2: Parquesol - La Victoria - Parquesol                      | Laborables: 11-13 minutos. Sábados y festivos: 14-17 minutos. | 17,6                |
| H     | Paseo Zorrilla 71 - Hospital Río Hortega                             | Servicio a horario (laborables): información pulsando sobre la línea. Sábados y festivos: sin servicio.                                                                   | 7,5                 |

### Líneas Búho
Auvasa presta servicio nocturno viernes y vísperas de festivo (salvo en Nochebuena y Nochevieja) a partir de las 23:30 y hasta las 3:00 horas. Durante las fiestas de la ciudad de Valladolid (primera semana de septiembre) se da servicio todos los días, teniendo la última salida del centro a las 4:00 en viernes y vísperas de festivo, y el resto de días a las 2:00 horas.
Esta red cuenta con tres líneas diametrales (B1, B2 y B3) y dos radiales (B4 y B5). Todas salen del centro de Valladolid a las horas en punto, facilitando los transbordos.
| Línea | Trayecto | Frecuencia | KM línea Ida+Vuelta |
| ----- | --- | --- | ------------------- |
| B1    | Covaresa - Centro - San Pedro Regalado - *La Overuela*                                                        | Viernes, sábados y vísperas de festivos: 60 minutos. *Servicios de La Overuela a las 23:15 y a La Overuela a las 3:00 desde el centro.                                                                | 29,5                |
| B2    | *Pinar de Jalón* - Delicias (Hosp. Río Hortega) - Centro - La Victoria - *Fuente Berrocal*                    | Viernes, sábados y vísperas de festivos: 60 minutos. *Servicios desde Pinar de Jalón a las 23:25 y desde Fuente Berrocal a las 23:15; hacia Pinar Jalón y Fuente Berrocal a las 3:00 desde el centro. | 32,0                |
| B3    | Parquesol - Centro - Las Flores                                                                               | Viernes, sábados y vísperas de festivos: 60 minutos. | 26,1                |
| B4    | Plaza Zorrilla - Camino Viejo de Simancas- Pte. Simancas - Entrepinos - *Puente Duero* - *Pinar de Antequera* | Viernes, sábados y vísperas de festivos: 60 minutos. *Servicios de Puente Duero a las 23:00, a Puente Duero y Pinar de Antequera a las 3:00.                                                          | 51,4                |
| B5    | Duque de la Victoria - La Cistérniga                                                                          | Viernes, sábados y vísperas de festivos: 120 minutos. | 15,5                |

### Líneas laborables hasta polígonos industriales
Nueve líneas unen los barrios periféricos de Valladolid, el centro de la ciudad y los polígonos industriales de Argales y San Cristóbal a primera hora de la mañana, de lunes a viernes no festivos. Solo tienen recorrido de ida; y durante el mes de agosto se suprimen los servicios de las 5:10/5:15.
| Línea | Trayecto                                           | Salidas en laborables                              | KM Línea |
| ----- | -------------------------------------------------- | -------------------------------------------------- | -------- |
| P1    | San Pedro Regalado - Polígono Argales - *La Rubia* | 5:15 y 6:15 *Servicio a La Rubia solo a las 6:15.  | 11,4     |
| P2    | Barrio España - Polígono Argales - *Covaresa*      | 5:15 y 6:15 *Servicio a Covaresa solo a las 6:15.  | 14,9     |
| P3    | La Victoria - Polígono San Cristóbal               | 5:15 y 6:15                                        | 15,1     |
| P6    | La Victoria - Polígono Argales                     | 5:10 y 6:10                                        | 11,5     |
| P7    | Los Santos Pilarica - Polígono Argales             | 5:10 y 6:10                                        | 8,9      |
| P13   | Covaresa - Polígono San Cristóbal                  | 5:15 y 6:15                                        | 11,1     |
| PSC1  | Parquesol - Polígono San Cristóbal                 | 5:10 y 6:10                                        | 13,0     |
| PSC2  | Rondilla - Polígono San Cristóbal                  | 5:15 y 6:15                                        | 11,2     |
| PSC3  | Las Flores - Polígono Argales - *Parquesol*        | 5:15 y 6:15 *Servicio a Parquesol solo a las 6:15. | 17,6     |

### Líneas matinales
Las líneas de la red Matinal replican parte de los recorridos del servicio ordinario desde la periferia de Valladolid. Salen de la parada de origen a las 6:50 en dirección al centro de la ciudad, de lunes a viernes no festivos. Solo tienen recorrido de ida.
| Línea | Trayecto                                     | Salida en laborables | KM Línea |
| ----- | -------------------------------------------- | -------------------- | -------- |
| M1    | Covaresa - Fuente Dorada                     | 6:50                 | 6,7      |
| M2    | San Pedro Regalado - Fuente Dorada           | 6:50                 | 4,4      |
| M3    | Delicias (Hosp. Río Hortega) - Fuente Dorada | 6:50                 | 5,6      |
| M4    | La Victoria - Plaza España                   | 6:50                 | 6,5      |
| M5    | Parquesol - Plaza España                     | 6:50                 | 7,3      |
| M6    | Las Flores - Fuente Dorada                   | 6:50                 | 7,3      |
| M7    | La Cistérniga - Fuente Dorada                | 6:50                 | 7,1      |

### Líneas universitarias

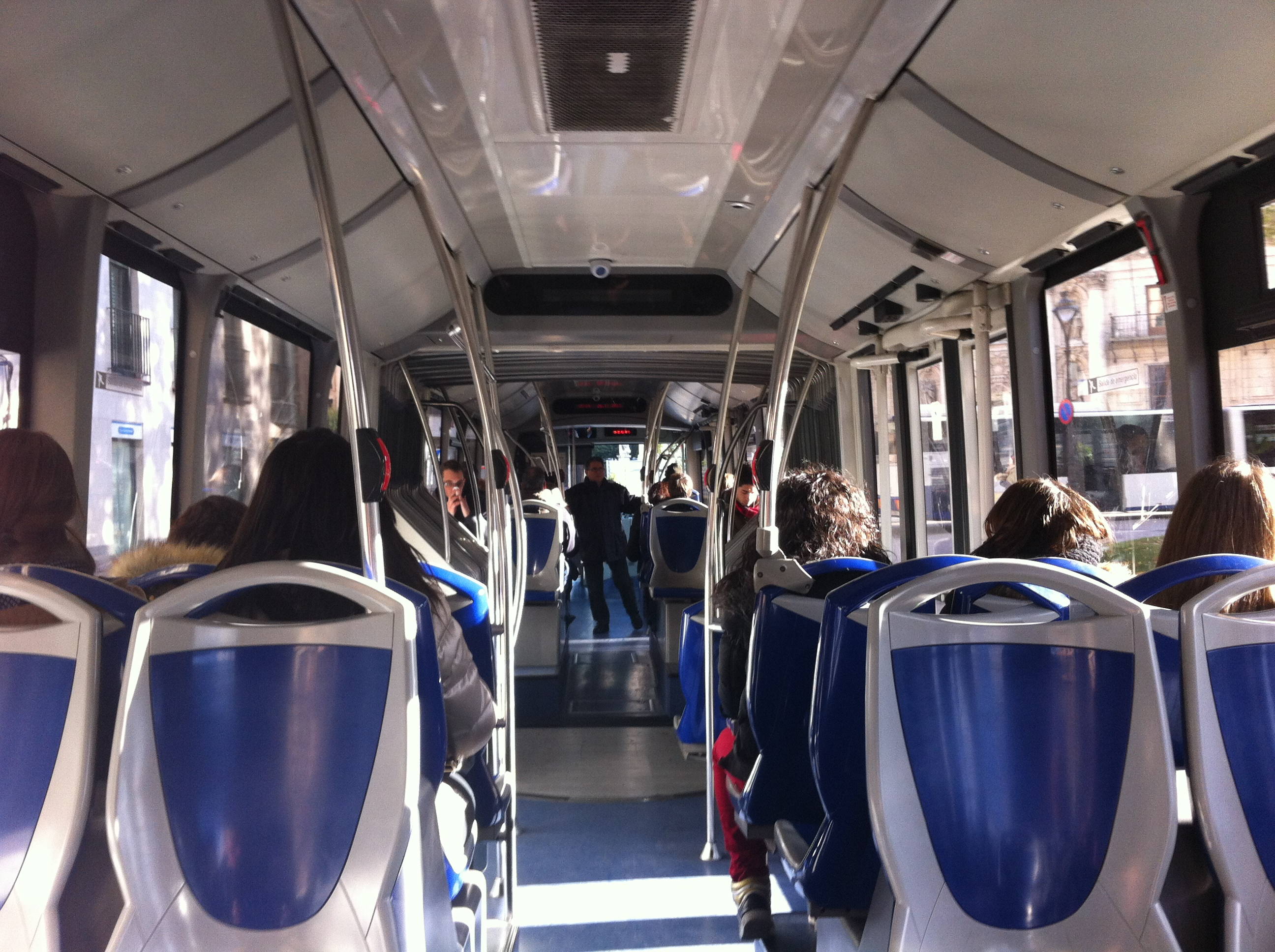
Interior de un autobús urbano articulado.

Dos líneas lanzadera recorren los ejes Sur-Norte y Suroeste-Norte a las 7:20 y 8:20 horas en dirección al centro de la ciudad y el Campus Miguel Delibes de lunes a viernes lectivos, según el calendario académico de la Universidad de Valladolid. Solo tienen recorrido de ida.
| Línea | Trayecto                          | Salidas en días lectivos | KM línea |
| ----- | --------------------------------- | ------------------------ | -------- |
| U1    | Covaresa - Campus Miguel Delibes  | 7:20 y 8:20              |          |
| U8    | Parquesol - Campus Miguel Delibes | 7:20 y 8:20              |          |

### Líneas especiales

#### Fútbol
Las líneas F de Auvasa entran en servicio en los días en que el Real Valladolid juega partidos como local, en el estadio José Zorrilla. Parten de la parada de origen en los distintos barrios de la ciudad una hora antes del comienzo de los partidos y, una vez acabado el encuentro, al poco tiempo los autobuses parten del estadio para regresar a las paradas de origen.
Se actualizaron los recorridos al comienzo de la temporada de fútbol 2019/2020.
| Línea | Trayecto | Salidas en días de partido | KM Línea Ida+Vuelta |
| ----- | --- | --- | ------------------- |
| F1    | Covaresa - La Rubia - Arturo Eyríes - Estadio José Zorrilla                                                                  | 1 hora antes del comienzo del partido y al finalizar el partido.                                                                 | 15,0                |
| F2    | *La Cistérniga* - Delicias (Hosp. Río Hortega) - Plaza Circular - Estaciones - Plaza Juan de Austria - Estadio José Zorrilla | De La Cistérniga 1:15 antes de comenzar el partido. De Delicias 1 hora antes del comienzo del partido y al finalizar el partido. | 17,7                |
| F3    | Las Flores - Pajarillos - Doctrinos - Estadio José Zorrilla                                                                  | 1 hora antes del comienzo del partido y al finalizar el partido.                                                                 | 19,5                |
| F4    | Los Santos - Pilarica - Doctrinos - Estadio José Zorrilla                                                                    | 1 hora antes del comienzo del partido y al finalizar el partido.                                                                 | 12,6                |
| F5    | Belén (Universidad) - Angustias - Doctrinos - Estadio José Zorrilla                                                          | 1 hora antes del comienzo del partido y al finalizar el partido.                                                                 | 10,7                |
| F6    | San Pedro Regalado - Rondilla - La Victoria - Estadio José Zorrilla                                                          | 1 hora antes del comienzo del partido y al finalizar el partido.                                                                 | 14,8                |

#### Ferias y Fiestas de Valladolid
Durante la semana de Ferias y Fiestas de la Virgen de San Lorenzo, Auvasa pone en servicio seis líneas desde el Recinto Ferial, ubicado junto al estadio José Zorrilla. La línea R circula todos los días de las fiestas desde las 13:00 hasta las 0:00 aproximadamente y realiza el trayecto como lanzadera entre la plaza del Poniente y el Recinto Ferial, y los servicios nocturnos (R1 a R5, que solo tienen recorrido de ida) parten de 23:30 a 2:00 de la madrugada los viernes y vísperas de festivos y hasta la 1:00 en días laborales y festivos.
Además durante otros eventos en el estadio José Zorrilla, como conciertos, también se pone en servicio la línea R.
| Línea | Trayecto                                  | Frecuencia                                             | KM Línea |
| ----- | ----------------------------------------- | ------------------------------------------------------ | -------- |
| R     | Recinto Ferial - Plaza Poniente (directo) | Según demanda (aprox. 15 min.). Todo el día.           | 7,4      |
| R1    | Recinto Ferial - San Pedro Regalado       | Según demanda (aprox. 30 min.). A partir de las 23:30. | 8,4      |
| R2    | Recinto Ferial - Covaresa                 | Según demanda (aprox. 45 min.). A partir de las 23:30. | 6,9      |
| R3    | Recinto Ferial - La Victoria              | Según demanda (aprox. 45 min.). A partir de las 23:30. | 6,6      |
| R4    | Recinto Ferial - Las Flores               | Según demanda (aprox. 30 min.). A partir de las 23:30. | 11,6     |
| R5    | Recinto Ferial - Belén (Universidad)      | Según demanda (aprox. 30 min.). A partir de las 23:30. | 7,2      |

#### Otros servicios especiales
Cada año con motivo del Día de Todos los Santos entran en servicio dos líneas especiales a los cementerios vallisoletanos de Las Contiendas y de El Carmen, con recorridos radiales desde el centro de la ciudad.
También, ante eventos alejados del núcleo urbano en la Antigua Hípica Militar, como la concentración motera Pingüinos, el festival Conexión Valladolid o diferentes conciertos durante el año se establece una línea lanzadera desde la zona centro con parada en varios puntos de la ciudad.
| Línea | Trayecto                                  | Frecuencia        | KM Línea |
| ----- | ----------------------------------------- | ----------------- | -------- |
| SL    | Plaza Poniente - Antigua Hípica (directo) | Durante el evento |          |

### Líneas desaparecidas
Las mayores modificaciones de la red de Auvasa se han realizado vinculadas a los desarrollos urbanísticos de la ciudad y la crisis económica de 2008-2013, lo que se tradujo en la creación y supresión de varias líneas:
| Línea | Trayecto                                                | Características                                                                                   | KM línea IDA+VUELTA |
| ----- | ------------------------------------------------------- | ------------------------------------------------------------------------------------------------- | ------------------- |
| E3    | Los Santos Pilarica - Duque de la Victoria              | Circuló entre 2013 y 2017, cuando fue sustituida por la línea 33.                                 | 9,6                 |
| 6A    | Delicias - Duque de la Victoria                         | Circuló entre 1997 y 2008, cuando se fusionó con la línea 9.                                      | 8,7                 |
| 8A    | Parquesol - Duque de la Victoria                        | Circuló entre 1997 y 2006, cuando fue renombrada como línea 9.                                    | 13,6                |
| 11    | La Rubia - Cementerio Las Contiendas                    | Circuló entre 1982 y 2013, cuando se fusionó con la línea 5.                                      | 6,9                 |
| 12    | Paseo Zorrilla 1 - Fuente Berrocal                      | Circuló entre 2003 y 2017, cuando se fusionó con la línea 4.                                      | 13,8                |
| 13A   | Rondilla - Polígono San Cristóbal                       | Circuló hasta 2009, cuando fue renombrada como línea 17.                                          | 19,7                |
| 13X   | Plaza España - La Cistérniga - Polígono La Mora         | Circuló entre 2012 y 2017, cuando fue renombrada como línea 13.                                   | 23,8                |
| 15    | Plaza Circular - Pinar - Puente Duero                   | Circuló hasta el 1-1-2018, cuando se fusionó con las líneas 18 y 19.                              | 31,1                |
| 25    | Cem. Contiendas/Fuente Berrocal - Simancas - Entrepinos | Circuló entre 2012 y 2017, sustituía a las líneas 5, 11 y 12 en fines de semana y en agosto.      | 39,8                |
| 33    | Los Santos Pilarica - Plaza España (C/ Panaderos)       | Circuló entre el 1 de enero de 2018 y el 13 de marzo de 2022 cuando fue sustituida por la línea 7 | 8,0                 |
| SC    | Semicircular: Parquesol - La Victoria                   | Circuló entre 1997 y 2006, cuando se fusionó con las líneas C1 y C2.                              | 26,7                |
| UH    | Hospital Río Hortega - Campus Miguel Delibes            | Línea Universitaria que circuló durante el curso 2020-21                                          | 12,0                |

### Bus turístico

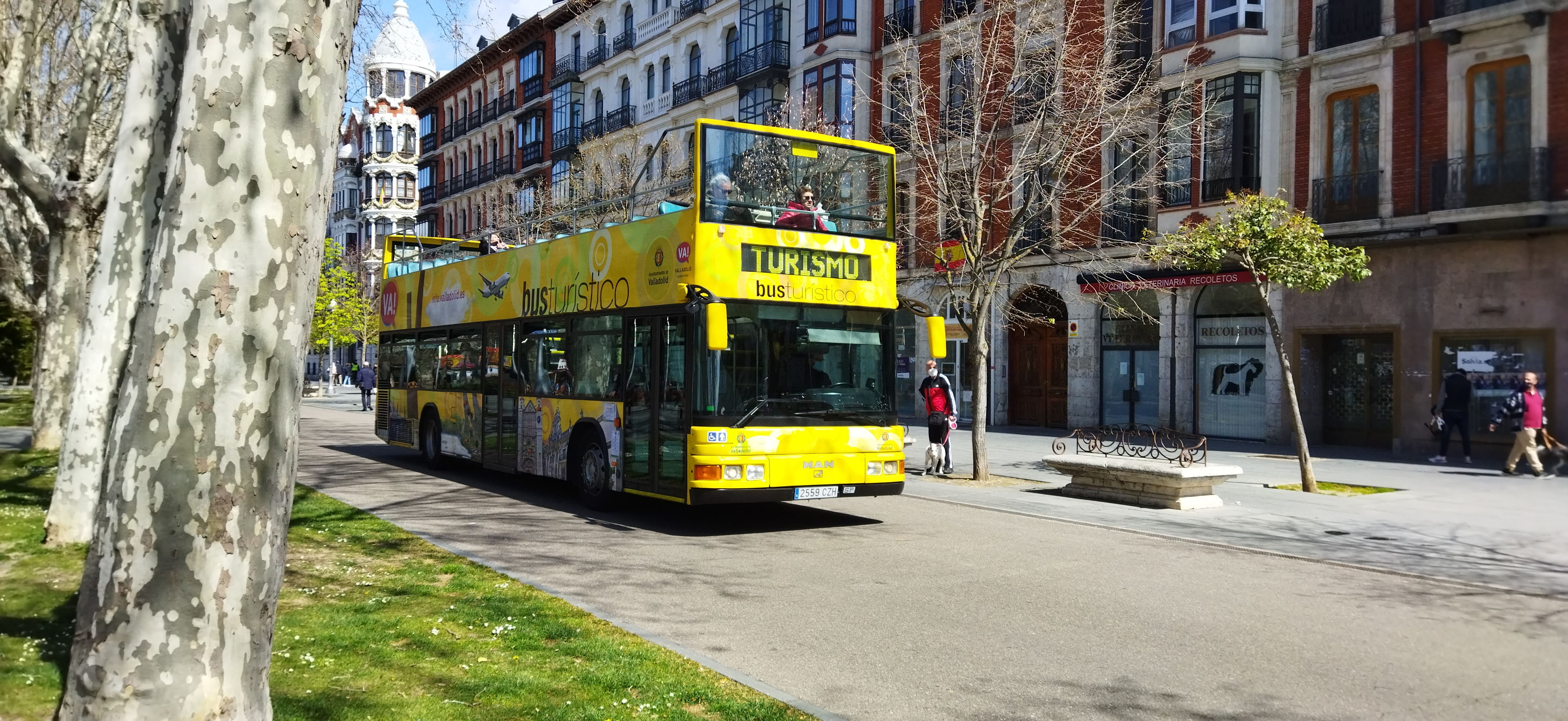
El bus turístico de Valladolid, imagen del año 2022.

Valladolid cuenta con un autobús turístico de doble piso con el área superior descubierta. Está dotado de un servicio de información sonora en cada asiento, con cinco canales para cinco idiomas —alemán, español, francés, inglés y portugués—, que relata brevemente las características urbanísticas de la zona que va recorriendo, haciendo hincapié en los edificios, conventos, monumentos, museos, espacios naturales y palacios de su entorno y alrededores, con datos de interés de carácter histórico, artístico, arquitectónico y urbano, combinado con datos y fechas de interés cultural y festivo. El vehículo tiene una capacidad total de ochenta plazas, una de ellas para silla de ruedas en el piso inferior, y lleva rampa motorizada para acceso de personas con movilidad reducida en su puerta central.
El recorrido, de una duración aproximada de 50 minutos, se actualizó a partir del 29 de marzo de 2019 después de su puesta en marcha en 2004.
Los horarios que tiene este servicio son:
- Durante el invierno (1 de octubre a 30 de marzo):
  - Viernes: 17:00 h - 18:00 h
  - Sábados y domingos: 12:00 h - 13:00 h - 17:00 h - 18:00 h

- Durante el verano (1 de abril a 30 de septiembre):
  - Viernes: 17:00 h - 18:00 h -19:00 h
  - Sábados y domingos: 12:00 h - 13:00 h - 17:00 h - 18:00 h - 19:00 h

Además de estos horarios realiza servicios especiales concertados en días laborables que no tengan el servicio habitual.
El autobús realiza el siguiente trayecto:
| Paradas                                   | Monumentos cercanos |
| ----------------------------------------- | --- |
| Acera de Recoletos fte. n.º 6             | Academia de Caballería, monumento a los Cazadores de Alcántara, plaza de Zorrilla, Casa-Museo de Cervantes, Casa del Príncipe, Casa Mantilla, parque del Campo Grande, iglesia de San Juan de Letrán, Museo Oriental, monumento a Colón, estación del Norte                                                                                             |
| Paseo Isabel la Católica esq. San Agustín | Archivo Municipal (iglesia de San Agustín), convento de Santa Isabel, Museo Patio Herreriano, iglesia del monasterio de San Benito el Real, Real Monasterio de San Joaquín y Santa Ana, Rosaleda Francisco Sabadell, parque y playa de las Moreras, antiguas aceñas del Pisuerga, puente Mayor                                                          |
| Calle San Quirce, 5                       | Plaza de la Trinidad, palacio de los condes de Benavente, iglesia de San Nicolás, convento de San Quirce y Santa Julita, Viejo Coso, monasterio de Santa Catalina de Siena, palacio del Marqués de Valverde, Museo de Valladolid (palacio de Fabio Nelli), casa de los Arenzana, iglesia de San Miguel y San Julián, convento de la Purísima Concepción |
| Calle Angustias, 21                       | Plaza de San Pablo, iglesia de San Pablo, Museo Nacional de Escultura, palacio de Pimentel, palacio de Justicia, palacio Real, Casa-Museo de Zorrilla, iglesia de San Martín y San Benito el Viejo, Archivo General de Castilla y León (palacio del Licenciado Butrón), convento de Santa Brígida                                                       |
| Plaza de Portugalete                      | Catedral de Nuestra Señora de la Asunción, iglesia de Santa María la Antigua, Teatro Calderón, palacio arzobispal, iglesia de Nuestra Señora de las Angustias |
| Calle Colón, 18                           | Casa-Museo de Colón, iglesia de Santa María Magdalena, monasterio de las Huelgas Reales, Real Colegio de San Albano |
| Calle Real de Burgos, 3                   | Iglesia de San Pedro Apóstol, Casa del Estudiante, palacio de los Vivero, Real Chancillería, Biblioteca Reina Sofía (cárcel de la Chancillería) |
| Plaza de la Universidad                   | Fachada de la Universidad de Valladolid, estatua de Cervantes, palacio de los condes de Buendía, palacio de Santa Cruz, Museo de Arte Africano Arellano Alonso, Museo de la Universidad de Valladolid, casa de los Vitoria, pasaje Gutiérrez, palacio de los Villagómez, palacio de los Escudero-Herrera, iglesia del Salvador                          |
| Plaza de España                           | Fuente de la Bola del Mundo, iglesia de Nuestra Señora Reina de la Paz, edificio del Banco de España, convento de Porta Coeli, Santuario Nacional de la Gran Promesa, iglesia de San Andrés |
| Acera de Recoletos fte. n.º 6             | Fin de Trayecto |

Tarifas
Adultos: 8 euros
Reducido, de 4 a 12 años y mayores de 65 años: 6 euros.
Es gratuito para menores de 4 años y está incluido en el abono turístico Valladolid Card.
El billete es válido para todo el día, pudiendo subir y bajar en cualquier parada (sujeto a disponibilidad de plazas), y se adquiere en el bus.

## Flota
Auvasa posee una flota de 150 autobuses (agosto de 2025) con la siguiente numeración. En esta tabla se informa, además, de las líneas a las que habitualmente se asignan los vehículos.
| N.º BUS | Matrícula  | Modelo                                                | Línea en laborables | Línea en sábados | Línea en domingos y festivos | Actualizaciones                                                                |
| ------- | ---------- | ----------------------------------------------------- | ------------------- | ---------------- | ---------------------------- | ------------------------------------------------------------------------------ |
| 0       | VA-9490-AB | MAN SL202 F GLP / Castrosua CS-40 City                | -                   | -                | -                            | BUS preservado. Antes N.º 12                                                   |
| 1       | 9209-GZB   | Mercedes-Benz Citaro O 530                            | 10                  | REFUERZOS        | REFUERZOS                    |                                                                                |
| 2       | 9242-GZB   | Mercedes-Benz Citaro O 530                            | 16                  | REFUERZOS        | REFUERZOS                    |                                                                                |
| 3       | 4685-HCM   | Mercedes-Benz Citaro O 530                            | REFUERZOS           | REFUERZOS        | REFUERZOS                    |                                                                                |
| 4       | 4647-HCM   | Mercedes-Benz Citaro O 530                            | REFUERZOS           | REFUERZOS        | REFUERZOS                    |                                                                                |
| 5       | 3918-HCM   | Mercedes-Benz Citaro O 530                            | REFUERZOS           | REFUERZOS        | REFUERZOS                    |                                                                                |
| 6       | 6223-KFK   | Iveco Urbanway 12                                     | 9                   | 9                | 9                            |                                                                                |
| 7       | 6340-KFK   | Iveco Urbanway 12                                     | 9                   | 9                | 9                            |                                                                                |
| 8       | 6450-KFK   | Iveco Urbanway 12                                     | 9                   | 9                | 9                            |                                                                                |
| 9       | 6481-KFK   | Iveco Urbanway 12                                     | 9                   | 9                | 9                            |                                                                                |
| 10      | 6526-KFK   | Iveco Urbanway 12                                     | 9                   | 9                | 9                            |                                                                                |
| 11      | 6555-KFK   | Iveco Urbanway 12                                     | 9                   | 9                | 9                            |                                                                                |
| 12      | 8551-KFK   | Iveco Urbanway 12                                     | 9                   | 9                | 9                            |                                                                                |
| 13      | 8753-KFK   | Iveco Urbanway 12                                     | 9                   | 9                | 9                            |                                                                                |
| 14      | 9858-KFK   | Iveco Urbanway 12                                     | 18 19               | 18 19            | REFUERZOS                    |                                                                                |
| 15      | 9871-KFK   | Iveco Urbanway 12                                     | 1819                | 18 19            | REFUERZOS                    |                                                                                |
| 16      | 9886-KFK   | Iveco Urbanway 12                                     | 4                   | 4                | 4                            |                                                                                |
| 17      | 9895-KFK   | Iveco Urbanway 12                                     | 4                   | 4                | 4                            |                                                                                |
|         |            |                                                       |                     |                  |                              |                                                                                |
| 60      | 5719-GHY   | MAN Lion's City NL273 GLP                             | REFUERZOS           | REFUERZOS        | REFUERZOS                    |                                                                                |
| 61      | 5680-GHY   | MAN Lion's City NL273 GLP                             | REFUERZOS           | REFUERZOS        | REFUERZOS                    |                                                                                |
| 62      | 5565-GHY   | MAN Lion's City NL273 GLP                             | REFUERZOS           | REFUERZOS        | REFUERZOS                    |                                                                                |
| 63      | 5625-GHY   | MAN Lion's City NL273 GLP                             | REFUERZOS           | REFUERZOS        | REFUERZOS                    |                                                                                |
| 64      | 5603-GHY   | MAN Lion's City NL273 GLP                             | REFUERZOS           | REFUERZOS        | REFUERZOS                    |                                                                                |
| 65      | 5754-GHY   | MAN Lion's City NL273 GLP                             | REFUERZOS           | REFUERZOS        | REFUERZOS                    |                                                                                |
| 67      | 5554-GHY   | MAN Lion's City NL273 GLP                             | REFUERZOS           | REFUERZOS        | REFUERZOS                    |                                                                                |
| 68      | 5541-GHY   | MAN Lion's City NL273 GLP                             | REFUERZOS           | REFUERZOS        | REFUERZOS                    |                                                                                |
| 69      | 5516-GHY   | MAN Lion's City NL273 GLP                             | REFUERZOS           | REFUERZOS        | REFUERZOS                    |                                                                                |
| 70      | 4503-GPN   | MAN Lion's City NL273 GLP                             | REFUERZOS           | REFUERZOS        | REFUERZOS                    |                                                                                |
| 71      | 4538-GPN   | MAN Lion's City NL273 GLP                             | REFUERZOS           | REFUERZOS        | REFUERZOS                    |                                                                                |
| 72      | 4771-GPN   | MAN Lion's City NL273 GLP                             | REFUERZOS           | REFUERZOS        | REFUERZOS                    |                                                                                |
| 73      | 4799-GPN   | MAN Lion's City NL273 GLP                             | REFUERZOS           | REFUERZOS        | REFUERZOS                    |                                                                                |
| 74      | 4838-GPN   | MAN Lion's City NL273 GLP                             | REFUERZOS           | REFUERZOS        | REFUERZOS                    |                                                                                |
| 75      | 4870-GPN   | MAN Lion's City NL273 GLP                             | REFUERZOS           | REFUERZOS        | REFUERZOS                    |                                                                                |
| 76      | 4914-GPN   | MAN Lion's City NL273 GLP                             | REFUERZOS           | REFUERZOS        | REFUERZOS                    |                                                                                |
| 77      | 4940-GPN   | MAN Lion's City NL273 GLP                             | REFUERZOS           | REFUERZOS        | REFUERZOS                    |                                                                                |
| 78      | 4973-GPN   | MAN Lion's City NL273 GLP                             | REFUERZOS           | REFUERZOS        | REFUERZOS                    |                                                                                |
| 79      | 4988-GPN   | MAN Lion's City NL273 GLP                             | REFUERZOS           | REFUERZOS        | REFUERZOS                    |                                                                                |
|         |            |                                                       |                     |                  |                              |                                                                                |
| 119     | 7745-BPP   | MAN NL243 F GLP / Castrosua CS-40 City II             | REFUERZOS           | REFUERZOS        | REFUERZOS                    |                                                                                |
| 120     | 7746-BPP   | MAN NL243 F GLP / Castrosua CS-40 City II             | REFUERZOS           | REFUERZOS        | REFUERZOS                    |                                                                                |
| 121     | 7747-BPP   | MAN NL243 F GLP / Castrosua CS-40 City II             | REFUERZOS           | REFUERZOS        | REFUERZOS                    |                                                                                |
| 122     | 7748-BPP   | MAN NL243 F GLP / Castrosua CS-40 City II             | REFUERZOS           | REFUERZOS        | REFUERZOS                    |                                                                                |
| 123     | 7749-BPP   | MAN NL243 F GLP / Castrosua CS-40 City II             | REFUERZOS           | REFUERZOS        | REFUERZOS                    |                                                                                |
| 124     | 5808-CCM   | MAN NL243 F GLP / Castrosua CS-40 City II             | REFUERZOS           | REFUERZOS        | REFUERZOS                    |                                                                                |
| 125     | 5817-CCM   | MAN NL243 F GLP / Castrosua CS-40 City II             | REFUERZOS           | REFUERZOS        | REFUERZOS                    |                                                                                |
| 126     | 5821-CCM   | MAN NL243 F GLP / Castrosua CS-40 City II             | REFUERZOS           | REFUERZOS        | REFUERZOS                    |                                                                                |
| 127     | 5824-CCM   | MAN NL243 F GLP / Castrosua CS-40 City II             | REFUERZOS           | REFUERZOS        | REFUERZOS                    |                                                                                |
| 128     | 5833-CCM   | MAN NL243 F GLP / Castrosua CS-40 City II             | REFUERZOS           | REFUERZOS        | REFUERZOS                    |                                                                                |
| 129     | 5838-CCM   | MAN NL243 F GLP / Castrosua CS-40 City II             | REFUERZOS           | REFUERZOS        | REFUERZOS                    |                                                                                |
| 130     | 5842-CCM   | MAN NL243 F GLP / Castrosua CS-40 City II             | REFUERZOS           | REFUERZOS        | REFUERZOS                    |                                                                                |
| 131     | 5005-CHG   | MAN NL243 F GLP / Castrosua CS-40 City II             | REFUERZOS           | REFUERZOS        | REFUERZOS                    |                                                                                |
| 132     | 5001-CHG   | MAN NL243 F GLP / Castrosua CS-40 City II             | REFUERZOS           | REFUERZOS        | REFUERZOS                    |                                                                                |
| 133     | 4997-CHG   | MAN NL243 F GLP / Castrosua CS-40 City II             | REFUERZOS           | REFUERZOS        | REFUERZOS                    |                                                                                |
| 134     | 4980-CHG   | MAN NL243 F GLP / Castrosua CS-40 City II             | REFUERZOS           | REFUERZOS        | REFUERZOS                    |                                                                                |
| 135     | 4953-CHG   | MAN NL243 F GLP / Castrosua CS-40 City II             | REFUERZOS           | REFUERZOS        | REFUERZOS                    |                                                                                |
| 136     | 4947-CHG   | MAN NL243 F GLP / Castrosua CS-40 City II             | REFUERZOS           | REFUERZOS        | REFUERZOS                    |                                                                                |
| 137     | 4939-CHG   | MAN NL243 F GLP / Castrosua CS-40 City II             | REFUERZOS           | REFUERZOS        | REFUERZOS                    |                                                                                |
| 138     | 4991-CHG   | MAN NL243 F GLP / Castrosua CS-40 City II             | REFUERZOS           | REFUERZOS        | REFUERZOS                    |                                                                                |
| 139     | 3414-CHP   | MAN NL243 F GLP / Castrosua CS-40 City II             | REFUERZOS           | REFUERZOS        | REFUERZOS                    | Ex-1385 de Global (Gran Canaria) // Ex-589 de Guaguas Municipales (Las Palmas) |
| 140     | 3418-CHP   | MAN NL243 F GLP / Castrosua CS-40 City II             | REFUERZOS           | REFUERZOS        | REFUERZOS                    | Ex-1386 de Global (Gran Canaria) // Ex-590 de Guaguas Municipales (Las Palmas) |
| 141     | 6837-CHN   | MAN NL243 F GLP / Castrosua CS-40 City II (3 puertas) | REFUERZOS           | REFUERZOS        | REFUERZOS                    | Ex-4964 de Titsa (Tenerife)                                                    |
| 142     | 6888-CHN   | MAN NL243 F GLP / Castrosua CS-40 City II (3 puertas) | REFUERZOS           | REFUERZOS        | REFUERZOS                    | Ex-4965 de Titsa (Tenerife)                                                    |
| 143     | 3372-CRK   | MAN NL243 F GLP / Castrosua CS-40 City II (3 puertas) | REFUERZOS           | REFUERZOS        | REFUERZOS                    | Ex-4966 de Titsa (Tenerife)                                                    |
| 144     | 3393-CRK   | MAN NL243 F GLP / Castrosua CS-40 City II (3 puertas) | REFUERZOS           | REFUERZOS        | REFUERZOS                    | Ex-4967 de Titsa (Tenerife)                                                    |
|         |            |                                                       |                     |                  |                              |                                                                                |
| 224     | 4166-GZM   | MAN NG323 F / Castrosua City Versus                   | ROT 2 5             | SIN SERVICIO     | SIN SERVICIO                 |                                                                                |
| 225     | 4061-GZM   | MAN NG323 F / Castrosua City Versus                   | ROT 2 5             | SIN SERVICIO     | SIN SERVICIO                 |                                                                                |
| 226     | 4152-GZM   | MAN NG323 F / Castrosua City Versus                   | ROT 2 5             | SIN SERVICIO     | SIN SERVICIO                 |                                                                                |
| 227     | 4189-GZM   | MAN NG323 F / Castrosua City Versus                   | ROT 2 5             | SIN SERVICIO     | SIN SERVICIO                 |                                                                                |
| 228     | 4114-GZM   | MAN NG323 F / Castrosua City Versus                   | ROT 2 5             | SIN SERVICIO     | SIN SERVICIO                 |                                                                                |
| 230     | 0442-HCF   | MAN NG323 F / Castrosua City Versus                   | 2                   | SIN SERVICIO     | SIN SERVICIO                 |                                                                                |
| 231     | 0307-HCF   | MAN NG323 F / Castrosua City Versus                   | ROT 2 5             | SIN SERVICIO     | SIN SERVICIO                 |                                                                                |
| 232     | 0516-HCF   | MAN NG323 F / Castrosua City Versus                   | ROT 2 17            | SIN SERVICIO     | SIN SERVICIO                 |                                                                                |
|         |            |                                                       |                     |                  |                              |                                                                                |
| 301     | 0365-HGS   | MAN Lion's City Hybrid NL253                          | 7                   | 7                | 7                            |                                                                                |
| 302     | 5207-JRN   | Vectia Veris.12 Hybrid +                              | 7                   | 7                | 7                            |                                                                                |
| 303     | 5459-JRN   | Vectia Veris.12 Hybrid +                              | 7                   | 7                | 7                            |                                                                                |
| 304     | 1136-JSH   | Vectia Veris.12 Hybrid +                              | 7                   | 7                | 7                            |                                                                                |
| 305     | 1158-JSH   | Vectia Veris.12 Hybrid +                              | 7                   | 7                | 7                            |                                                                                |
| 306     | 1192-JSH   | Vectia Veris.12 Hybrid +                              | 7                   | 7                | 7                            |                                                                                |
| 307     | 8876-KSJ   | Vectia Veris.12 Hybrid                                | 7                   | 7                | 7                            |                                                                                |
| 308     | 8862-KSJ   | Vectia Veris.12 Hybrid                                | 7                   | 7                | 7                            |                                                                                |
| 309     | 0886-KSK   | Vectia Veris.12 Hybrid                                | 7                   | 7                | 7                            |                                                                                |
| 310     | 8878-KSJ   | Vectia Veris.12 Hybrid                                | ROT 3 7             | ROT 3 7          | ROT 3 7                      |                                                                                |
| 311     | 8877-KSJ   | Vectia Veris.12 Hybrid                                | 3                   | 3                | 3                            |                                                                                |
| 312     | 8865-KSJ   | Vectia Veris.12 Hybrid                                | 3                   | 3                | 3                            |                                                                                |
| 313     | 1219-KZL   | Vectia Veris.12 Hybrid                                | 3                   | 3                | 3                            |                                                                                |
| 314     | 1231-KZL   | Vectia Veris.12 Hybrid                                | 3                   | 3                | 3                            |                                                                                |
| 315     | 1249-KZL   | Vectia Veris.12 Hybrid                                | 3                   | 3                | 3                            |                                                                                |
| 316     | 1267-KZL   | Vectia Veris.12 Hybrid                                | 3                   | 3                | 3                            |                                                                                |
| 317     | 1312-KZL   | Vectia Veris.12 Hybrid                                | 3                   | 3                | 3                            |                                                                                |
| 318     | 1356-KZL   | Vectia Veris.12 Hybrid                                | 14                  | ROT 3 7          | ROT 3 7                      |                                                                                |
|         |            |                                                       |                     |                  |                              |                                                                                |
| 330     | 2194-LJW   | Iveco Urbanway 12 GNC                                 | 24                  | 24               | 24                           |                                                                                |
| 331     | 2177-LJW   | Iveco Urbanway 12 GNC                                 | H                   | REFUERZOS        | REFUERZOS                    |                                                                                |
| 332     | 2116-LJW   | Iveco Urbanway 12 GNC                                 | H                   | REFUERZOS        | REFUERZOS                    |                                                                                |
| 333     | 5814-LMH   | Mercedes-Benz Citaro C2 NGT                           | 18 19               | 18 19            | 18 19                        |                                                                                |
| 334     | 5874-LMH   | Mercedes-Benz Citaro C2 NGT                           | 18 19               | 18 19            | 18 19                        |                                                                                |
| 335     | 5915-LMH   | Mercedes-Benz Citaro C2 NGT                           | 18 19               | 18 19            | 18 19                        |                                                                                |
| 336     | 6005-LMH   | Mercedes-Benz Citaro C2 NGT                           | 18 19               | 18 19            | 18 19                        |                                                                                |
| 337     | 7339-LXM   | Solaris Urbino 12 CNG                                 | C1                  | C1               | C1                           |                                                                                |
| 338     | 7436-LXM   | Solaris Urbino 12 CNG                                 | C1                  | C1               | C1                           |                                                                                |
| 339     | 7553-LXM   | Solaris Urbino 12 CNG                                 | C1                  | C1               | C1                           |                                                                                |
| 340     | 7634-LXM   | Solaris Urbino 12 CNG                                 | C1                  | C1               | C1                           |                                                                                |
| 341     | 7692-LXM   | Solaris Urbino 12 CNG                                 | C1                  | C1               | C1                           |                                                                                |
| 342     | 7841-LXM   | Solaris Urbino 12 CNG                                 | C1                  | C1               | C1                           |                                                                                |
| 343     | 7904-LXM   | Solaris Urbino 12 CNG                                 | C1                  | C1               | C1                           |                                                                                |
| 344     | 7984-LXM   | Solaris Urbino 12 CNG                                 | C1                  | C1               | C1                           |                                                                                |
| 345     | 5494-LXL   | Solaris Urbino 12 CNG                                 | C2                  | C2               | C2                           |                                                                                |
| 346     | 8267-LXM   | Solaris Urbino 12 CNG                                 | C2                  | C2               | C2                           |                                                                                |
| 347     | 5530-LXL   | Solaris Urbino 12 CNG                                 | C2                  | C2               | C2                           |                                                                                |
| 348     | 8407-LXM   | Solaris Urbino 12 CNG                                 | C2                  | C2               | C2                           |                                                                                |
| 349     | 8479-LXM   | Solaris Urbino 12 CNG                                 | C2                  | C2               | C2                           |                                                                                |
| 350     | 8557-LXM   | Solaris Urbino 12 CNG                                 | C2                  | C2               | C2                           |                                                                                |
| 351     | 5586-LXL   | Solaris Urbino 12 CNG                                 | C2                  | C2               | C2                           |                                                                                |
| 352     | 0412-LYN   | Solaris Urbino 12 CNG                                 | C2                  | C2               | C2                           |                                                                                |
| 353     | 4982-LZD   | Solaris Urbino 12 CNG                                 | 6                   | 6                | 6                            |                                                                                |
| 354     | 0432-LYN   | Solaris Urbino 12 CNG                                 | 6                   | 6                | 6                            |                                                                                |
| 355     | 4370-LZG   | Solaris Urbino 12 CNG                                 | 6                   | 6                | 6                            |                                                                                |
| 356     | 0493-LYN   | Solaris Urbino 12 CNG                                 | 6                   | 6                | 6                            |                                                                                |
| 357     | 4479-LYY   | Solaris Urbino 12 CNG                                 | 6                   | 6                | 6                            |                                                                                |
| 358     | 0511-LYN   | Solaris Urbino 12 CNG                                 | 6                   | 6                | 6                            |                                                                                |
| 359     | 3313-MFH   | Solaris Urbino 12 CNG                                 | 6                   | 6                | 6                            |                                                                                |
| 360     | 3336-MFH   | Solaris Urbino 12 CNG                                 | 2                   | 5                | 5                            |                                                                                |
| 361     | 3376-MFF   | Solaris Urbino 12 CNG                                 | 2                   | 5                | 5                            |                                                                                |
| 362     | 3230-MFF   | Solaris Urbino 12 CNG                                 | 2                   | 5                | 5                            |                                                                                |
| 363     | 5426-MGB   | Solaris Urbino 12 CNG                                 | 2                   | 5                | 5                            |                                                                                |
| 364     | 3355-MFH   | Solaris Urbino 12 CNG                                 | 6                   | 6                | 6                            |                                                                                |
| 365     | 9478-MFJ   | Solaris Urbino 12 CNG                                 | 2                   | 5                | 5                            |                                                                                |
|         |            |                                                       |                     |                  |                              |                                                                                |
| 401     | 9578-LZF   | Solaris Urbino 18 CNG                                 | 8                   | 8                | SIN SERVICIO                 |                                                                                |
| 402     | 4612-LYY   | Solaris Urbino 18 CNG                                 | 8                   | 8                | SIN SERVICIO                 |                                                                                |
| 403     | 4699-LYY   | Solaris Urbino 18 CNG                                 | 8                   | 8                | SIN SERVICIO                 |                                                                                |
| 404     | 9648-LZF   | Solaris Urbino 18 CNG                                 | 8                   | 8                | SIN SERVICIO                 |                                                                                |
| 405     | 5028-LYY   | Solaris Urbino 18 CNG                                 | 8                   | 8                | SIN SERVICIO                 |                                                                                |
| 406     | 5120-LYY   | Solaris Urbino 18 CNG                                 | 8                   | 8                | SIN SERVICIO                 |                                                                                |
| 407     | 2742-LZJ   | Solaris Urbino 18 CNG                                 | 8                   | 8                | SIN SERVICIO                 |                                                                                |
| 408     | 4141-LZP   | Solaris Urbino 18 CNG                                 | 8                   | 8                | SIN SERVICIO                 |                                                                                |
| 409     | 0297-MFK   | Solaris Urbino 18 CNG                                 | 2                   | SIN SERVICIO     | 2                            |                                                                                |
| 410     | 0298-MFK   | Solaris Urbino 18 CNG                                 | 2                   | SIN SERVICIO     | 2                            |                                                                                |
| 411     | 3220-MFH   | Solaris Urbino 18 CNG                                 | 2                   | SIN SERVICIO     | 2                            |                                                                                |
| 412     | 3262-MFH   | Solaris Urbino 18 CNG                                 | 2                   | SIN SERVICIO     | 2                            |                                                                                |
| 413     | 0296-MFK   | Solaris Urbino 18 CNG                                 | 2                   | SIN SERVICIO     | 2                            |                                                                                |
| 414     | 3274-MFH   | Solaris Urbino 18 CNG                                 | 2                   | SIN SERVICIO     | 2                            |                                                                                |
| 415     | 5532-MGB   | Solaris Urbino 18 CNG                                 | 2                   | SIN SERVICIO     | 2                            |                                                                                |
| 416     | -          | Solaris Urbino 18 CNG                                 | -                   | -                | -                            | Próxima puesta en servicio                                                     |
| 417     | -          | Solaris Urbino 18 CNG                                 | -                   | -                | -                            | Próxima puesta en servicio                                                     |
| 418     | -          | Solaris Urbino 18 CNG                                 | -                   | -                | -                            | Próxima puesta en servicio                                                     |
| 419     | -          | Solaris Urbino 18 CNG                                 | -                   | -                | -                            | Próxima puesta en servicio                                                     |
| 420     | -          | Solaris Urbino 18 CNG                                 | -                   | -                | -                            | Próxima puesta en servicio                                                     |
| 421     | -          | Solaris Urbino 18 CNG                                 | -                   | -                | -                            | Próxima puesta en servicio                                                     |
|         |            |                                                       |                     |                  |                              |                                                                                |
| 601     | 9659-MCF   | Irizar IeTram Eléctrico                               | 1                   | 1                | 1                            |                                                                                |
| 602     | 7079-MCM   | Irizar IeTram Eléctrico                               | 1                   | 1                | 1                            |                                                                                |
| 603     | 8353-MDT   | Irizar IeTram Eléctrico                               | 1                   | 1                | 1                            |                                                                                |
| 604     | 7085-MCM   | Irizar IeTram Eléctrico                               | 1                   | 1                | 1                            |                                                                                |
| 605     | 7084-MCM   | Irizar IeTram Eléctrico                               | 1                   | 1                | 1                            |                                                                                |
| 606     | 0654-MCT   | Irizar IeTram Eléctrico                               | 1                   | 1                | 1                            |                                                                                |
| 607     | 3941-MDG   | Irizar IeTram Eléctrico                               | 1                   | 1                | 1                            |                                                                                |
| 608     | 1622-MDK   | Irizar IeTram Eléctrico                               | 1                   | 1                | 1                            |                                                                                |
| 609     | 0090-MDJ   | Irizar IeTram Eléctrico                               | 1                   | 1                | 1                            |                                                                                |
| 610     | 5290-MDK   | Irizar IeTram Eléctrico                               | 1                   | 1                | 1                            |                                                                                |
| 611     | 5288-MDK   | Irizar IeTram Eléctrico                               | 1                   | 1                | 1                            |                                                                                |
|         |            |                                                       |                     |                  |                              |                                                                                |
| BT      | 2559-CZH   | MAN NL223 F / SERCAR                                  | BUS TURÍSTICO       |                  |                              | Pertenece al Ayuntamiento de Valladolid                                        |
|         |            |                                                       |                     |                  |                              |                                                                                |
| CG      | VA-3164-AJ | Mercedes Benz 1622S                                   | CAMIÓN GRÚA         |                  |                              |                                                                                |
| A       | VA-4610-Y  | VOLKSWAGEN Transporter Combi                          | FURGONETA           |                  |                              |                                                                                |
| A       | VA-8746-AJ | SEAT Inca 1.9 D                                       | FURGONETA           |                  |                              |                                                                                |
| A       | 3488-KJM   | Dacia Dokker                                          | FURGONETA           |                  |                              |                                                                                |
| A       | 9728-GHH   | Renault Megane Scénic                                 | COCHE AUXILIAR      |                  |                              |                                                                                |
| A       | 4469-JYP   | Renault Zoe Eléctrico                                 | COCHE AUXILIAR      |                  |                              |                                                                                |

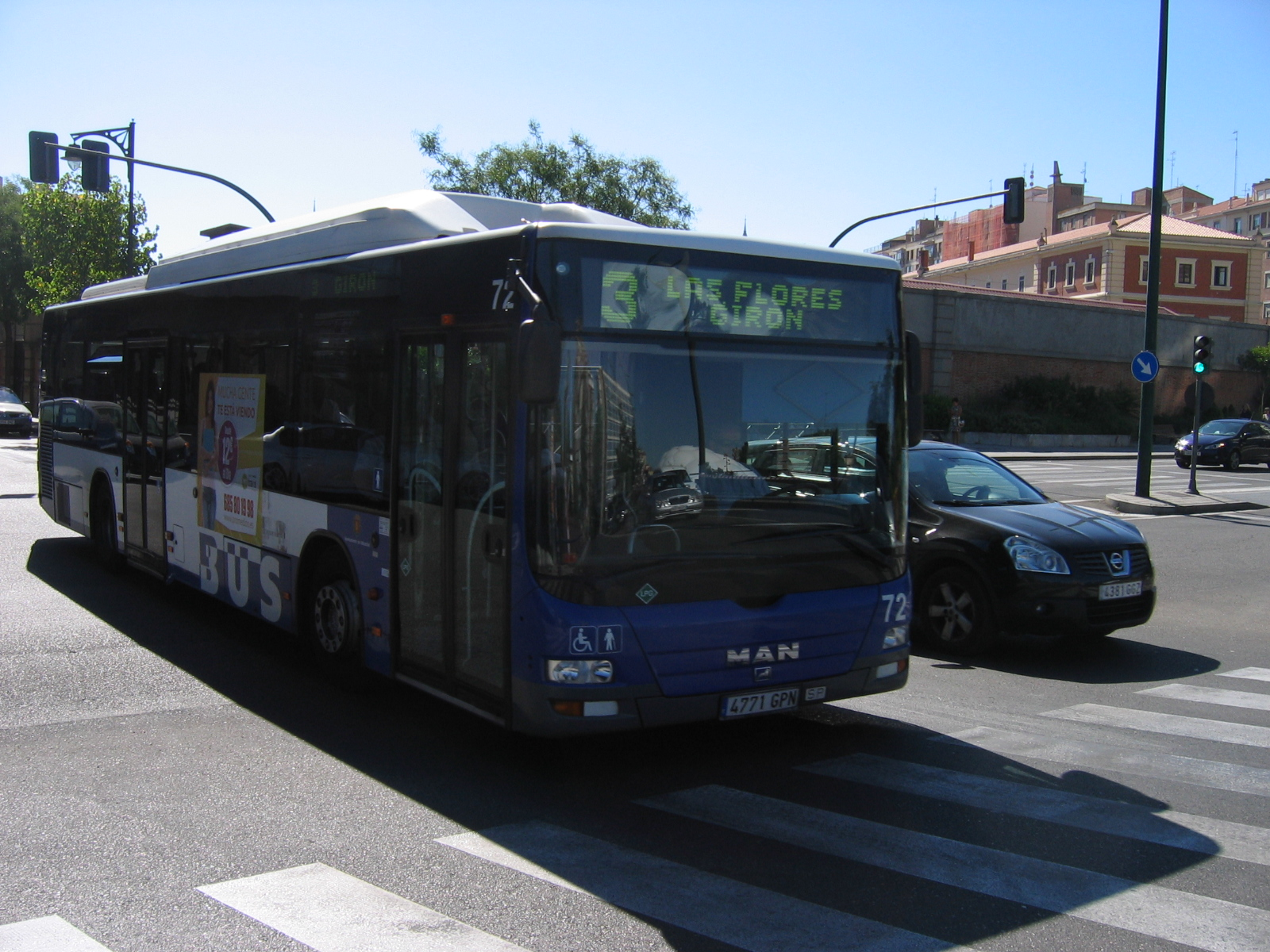
Bus 72 de Auvasa.

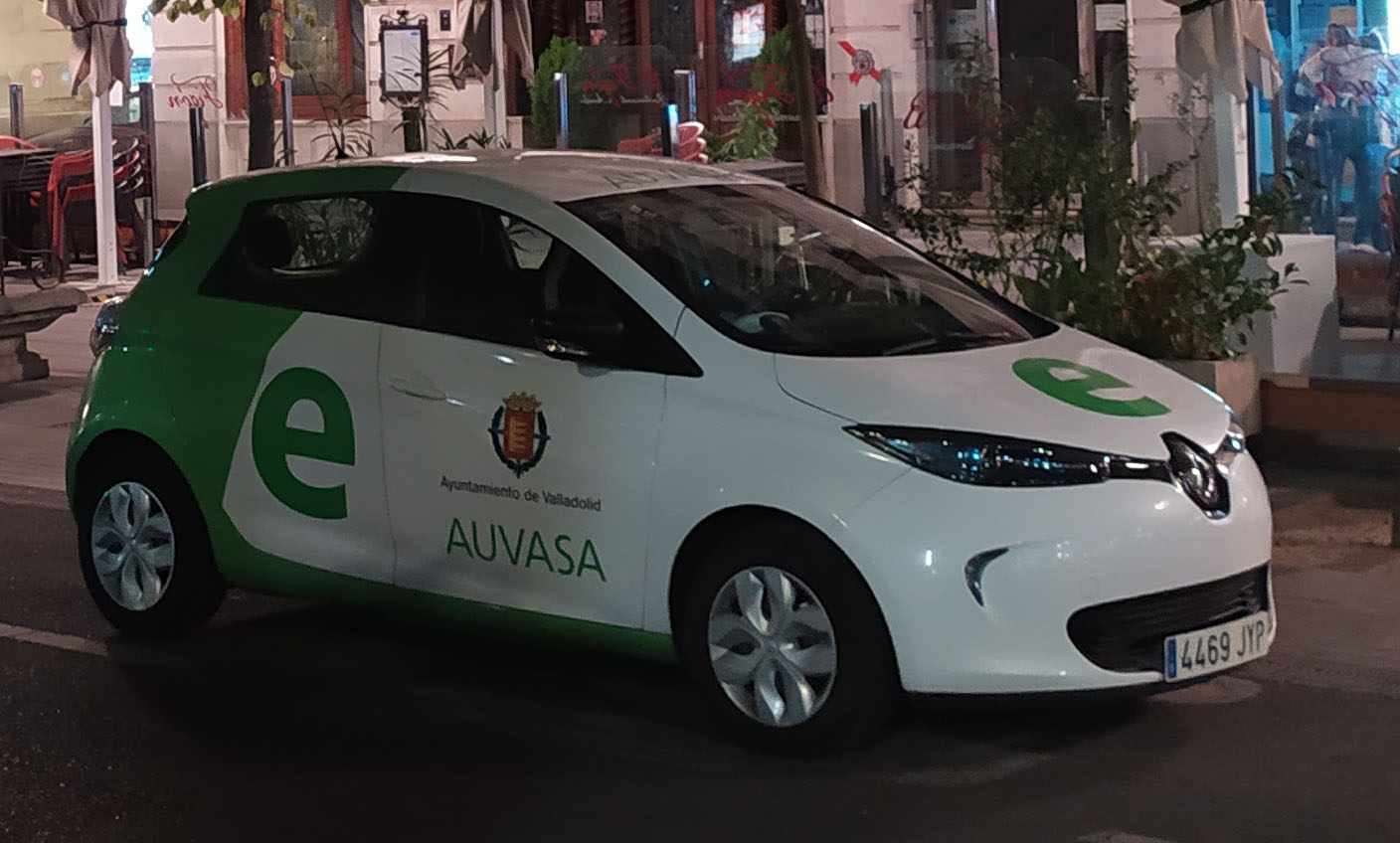
Renault Zoe Eléctrico de AUVASA.

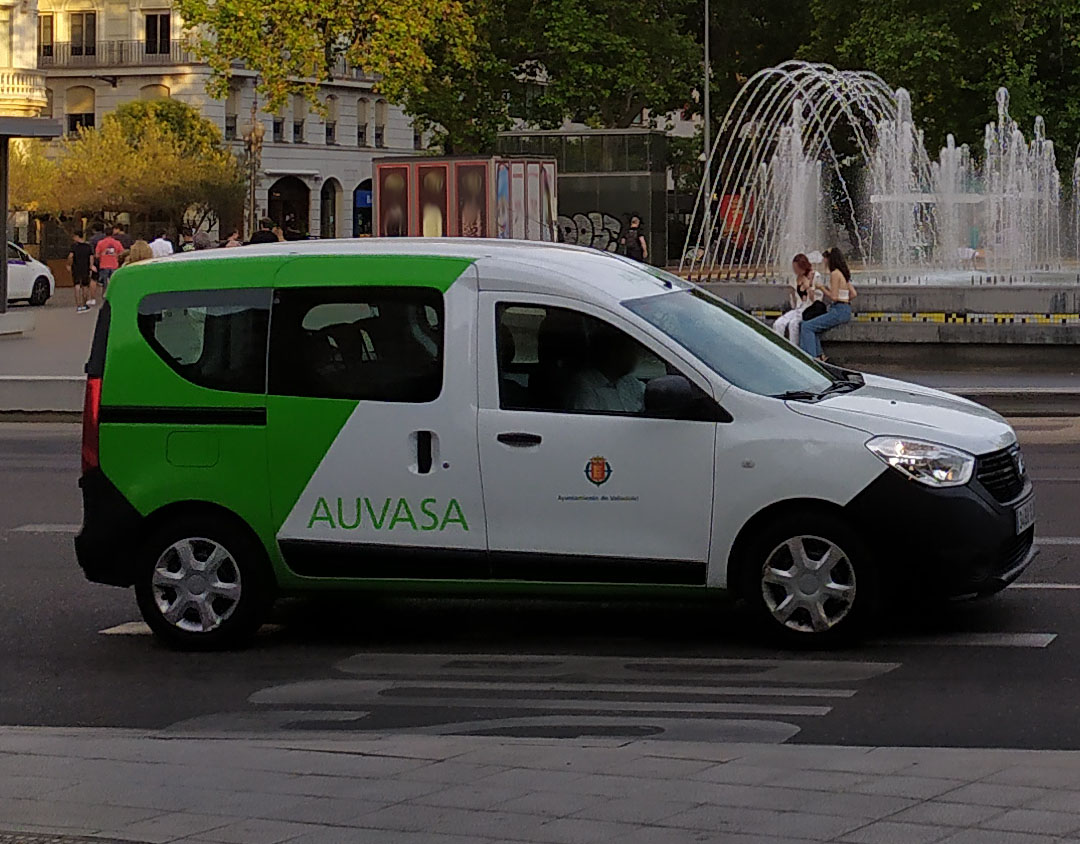
Furgoneta Dacia Dokker de Auvasa.

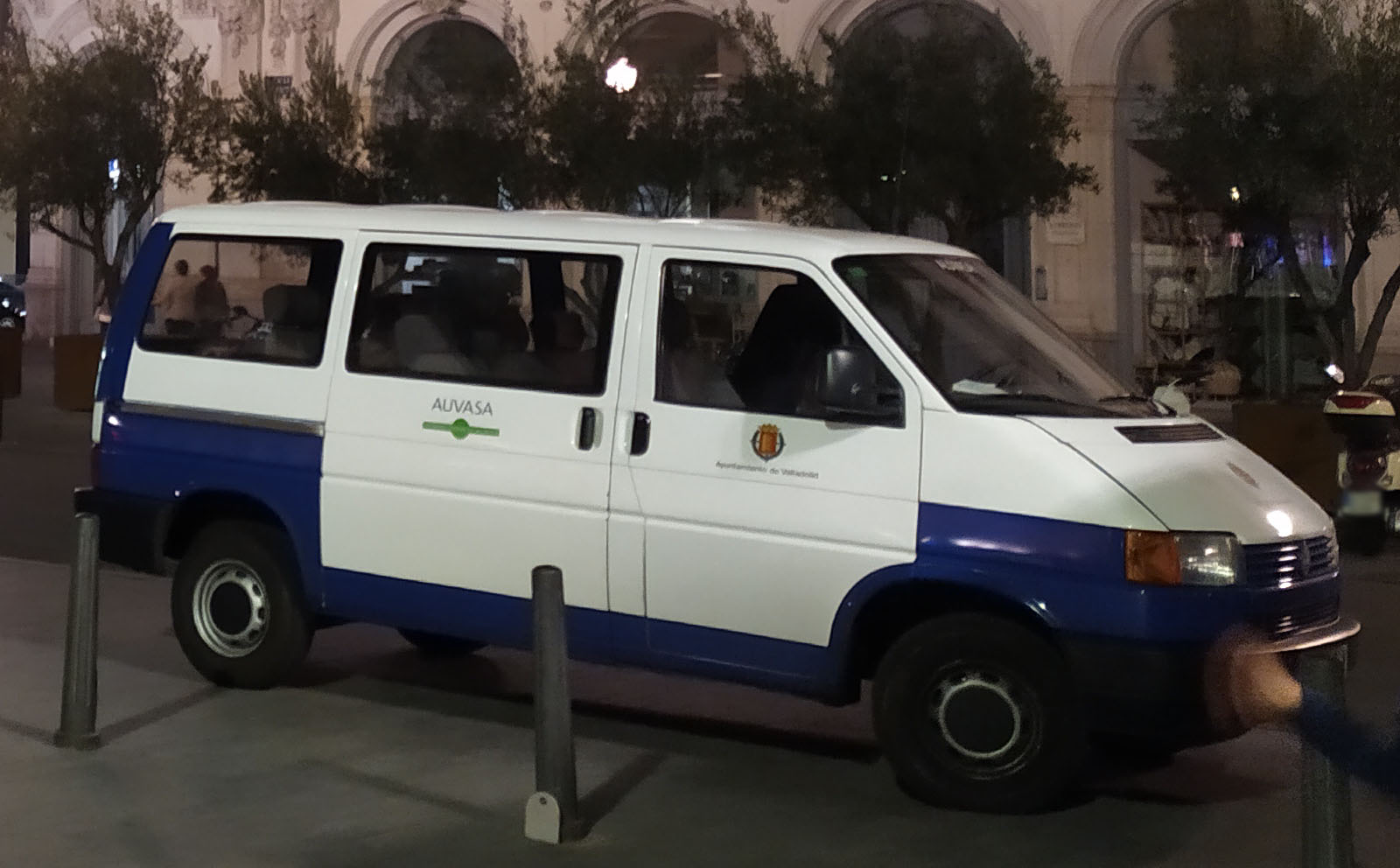
Furgoneta VOLKSWAGEN Transporter Combi de Auvasa.

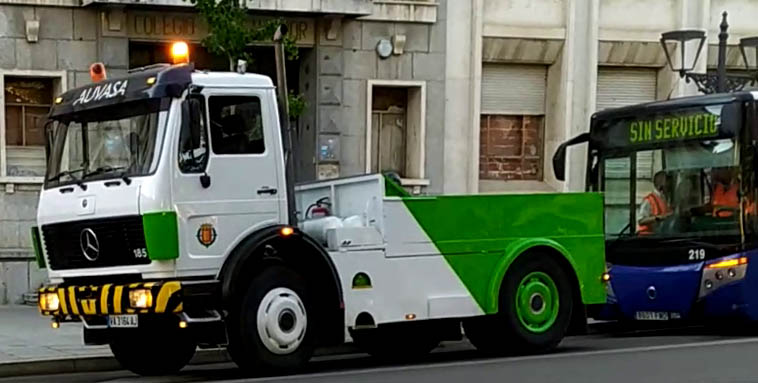
Camión grúa Mercedes Benz 1622S.

- La abreviatura ROT significa que esos autobuses no están asignados siempre a la misma línea y rotan, según el día, en las líneas indicadas.
- La abreviatura RR significa que esos autobuses, después de realizar los servicios indicados, quedan disponibles para REFUERZOS.
- Los autobuses indicados con REFUERZOS pueden realizar cualquiera de las líneas ordinarias en caso de averías de los autobuses asignados a cada línea.
- Los autobuses articulados (números 224-228, 230-232, 401-415 y 601-611), rotándolos, realizan los servicios Búho que tienen mayor demanda, durante las noches de los viernes, sábados y vísperas de festivos y realizan los servicios de fútbol los días que el Real Valladolid juega en el estadio José Zorrilla} debido a la gran demanda de sus recorridos.
- También durante las ferias de Valladolid los autobuses articulados cubren los servicios diurnos y nocturnos entre el Real de la Feria, junto al estadio José Zorrilla, y los barrios de la ciudad.

### Modelos
En resumen, estos modelos conforman la flota actual de Auvasa:
| Autobús                                           | Propulsión                        | Potencia | Accesibilidad                          | Numeración        | Imagen                          |
| ------------------------------------------------- | --------------------------------- | -------- | -------------------------------------- | ----------------- | ------------------------------- |
| Mercedes-Benz Citaro O 530                        | Diésel                            | 285 CV   | Piso bajo integral                     | 1-5               | Entrada en servicio: 24-3-2011  |
| Mercedes-Benz Citaro O 530                        | Diésel                            | 285 CV   | Rampa para silla de ruedas             | 1-5               | Entrada en servicio: 24-3-2011  |
| Mercedes-Benz Citaro O 530                        | Diésel                            | 285 CV   | Información sonora sobre el recorrido  | 1-5               | Entrada en servicio: 24-3-2011  |
| Iveco Urbanway 12                                 | Diésel                            | 310 CV   | Piso bajo integral                     | 6-17              | Entrada en servicio: 24-11-2017 |
| Iveco Urbanway 12                                 | Diésel                            | 310 CV   | Rampa para silla de ruedas             | 6-17              | Entrada en servicio: 24-11-2017 |
| Iveco Urbanway 12                                 | Diésel                            | 310 CV   | Información sonora sobre el recorrido  | 6-17              | Entrada en servicio: 24-11-2017 |
| Iveco Urbanway 12                                 | Diésel                            | 310 CV   | Alerta de apertura y cierre de puertas | 6-17              | Entrada en servicio: 24-11-2017 |
| MAN Lion's City NL273                             | GLP                               | 272 CV   | Piso bajo integral                     | 60-65 y 67-79     | Entrada en servicio: 23-10-2008 |
| MAN Lion's City NL273                             | GLP                               | 272 CV   | Rampa para silla de ruedas             | 60-65 y 67-79     | Entrada en servicio: 23-10-2008 |
| MAN Lion's City NL273                             | GLP                               | 272 CV   | Información sonora sobre el recorrido  | 60-65 y 67-79     | Entrada en servicio: 23-10-2008 |
| MAN NL243 F / Castrosua CS-40 City II             | GLP                               | 238 CV   | Piso bajo integral                     | 118-140           | Entrada en servicio: 2001       |
| MAN NL243 F / Castrosua CS-40 City II             | GLP                               | 238 CV   | Rampa para silla de ruedas             | 118-140           | Entrada en servicio: 2001       |
| MAN NL243 F / Castrosua CS-40 City II             | GLP                               | 238 CV   | Información sonora sobre el recorrido  | 118-140           | Entrada en servicio: 2001       |
| MAN NL243 F / Castrosua CS-40 City II (3 Puertas) | GLP                               | 238 CV   | Piso bajo integral                     | 141-144           | Entrada en servicio:            |
| MAN NL243 F / Castrosua CS-40 City II (3 Puertas) | GLP                               | 238 CV   | Rampa para silla de ruedas             | 141-144           | Entrada en servicio:            |
| MAN NL243 F / Castrosua CS-40 City II (3 Puertas) | GLP                               | 238 CV   | Información sonora sobre el recorrido  | 141-144           | Entrada en servicio:            |
| MAN NG323 F / Castrosua City Versus               | Diésel                            | 319 CV   | Piso bajo integral                     | 224-228 y 230-232 | Entrada en servicio: 24-11-2010 |
| MAN NG323 F / Castrosua City Versus               | Diésel                            | 319 CV   | Rampa para silla de ruedas             | 224-228 y 230-232 | Entrada en servicio: 24-11-2010 |
| MAN NG323 F / Castrosua City Versus               | Diésel                            | 319 CV   | Información sonora sobre el recorrido  | 224-228 y 230-232 | Entrada en servicio: 24-11-2010 |
| MAN Lion's City Hybrid NL253                      | Híbrido eléctrico                 | 250 CV   | Piso bajo integral                     | 301               | Entrada en servicio: 11-11-2011 |
| MAN Lion's City Hybrid NL253                      | Híbrido eléctrico                 | 250 CV   | Rampa para silla de ruedas             | 301               | Entrada en servicio: 11-11-2011 |
| MAN Lion's City Hybrid NL253                      | Híbrido eléctrico                 | 250 CV   | Información sonora sobre el recorrido  | 301               | Entrada en servicio: 11-11-2011 |
| Vectia Veris.12 Hybrid +                          | Híbrido enchufable                | 182 CV   | Piso bajo integral                     | 302-306           | Entrada en servicio: 19-7-2016  |
| Vectia Veris.12 Hybrid +                          | Híbrido enchufable                | 182 CV   | Rampa para silla de ruedas             | 302-306           | Entrada en servicio: 19-7-2016  |
| Vectia Veris.12 Hybrid +                          | Híbrido enchufable                | 182 CV   | Información sonora sobre el recorrido  | 302-306           | Entrada en servicio: 19-7-2016  |
| Vectia Veris.12 Hybrid Partial Electric           | Híbrido eléctrico autorrecargable | n/d      | Piso bajo integral                     | 307-318           | Entrada en servicio: 9-1-2019   |
| Vectia Veris.12 Hybrid Partial Electric           | Híbrido eléctrico autorrecargable | n/d      | Rampa para silla de ruedas             | 307-318           | Entrada en servicio: 9-1-2019   |
| Vectia Veris.12 Hybrid Partial Electric           | Híbrido eléctrico autorrecargable | n/d      | Información sonora sobre el recorrido  | 307-318           | Entrada en servicio: 9-1-2019   |
| Iveco Urbanway 12 GNC                             | GNC                               | 290 CV   | Piso bajo integral                     | 330-332           | Entrada en servicio: 14-10-2020 |
| Iveco Urbanway 12 GNC                             | GNC                               | 290 CV   | Rampa para silla de ruedas             | 330-332           | Entrada en servicio: 14-10-2020 |
| Iveco Urbanway 12 GNC                             | GNC                               | 290 CV   | Información sonora sobre el recorrido  | 330-332           | Entrada en servicio: 14-10-2020 |
| Iveco Urbanway 12 GNC                             | GNC                               | 290 CV   | Alerta de apertura y cierre de puertas | 330-332           | Entrada en servicio: 14-10-2020 |
| Mercedes-Benz Citaro 2 NGT                        | GNC                               | 302 CV   | Piso bajo integral                     | 333-336           | Entrada en servicio: 28-1-2021  |
| Mercedes-Benz Citaro 2 NGT                        | GNC                               | 302 CV   | Rampa para silla de ruedas             | 333-336           | Entrada en servicio: 28-1-2021  |
| Mercedes-Benz Citaro 2 NGT                        | GNC                               | 302 CV   | Información sonora sobre el recorrido  | 333-336           | Entrada en servicio: 28-1-2021  |
| Solaris Bus Urbino 12 CNG                         | GNC                               | 320 CV   | Piso bajo integral                     | 337-365           | Entrada en servicio: 10-5-2022  |
| Solaris Bus Urbino 12 CNG                         | GNC                               | 320 CV   | Rampa para silla de ruedas             | 337-365           | Entrada en servicio: 10-5-2022  |
| Solaris Bus Urbino 12 CNG                         | GNC                               | 320 CV   | Información sonora sobre el recorrido  | 337-365           | Entrada en servicio: 10-5-2022  |
| Solaris Bus Urbino 18 CNG                         | GNC                               | 320 CV   | Piso bajo integral                     | 401-421           | Entrada en servicio: 27-7-2022  |
| Solaris Bus Urbino 18 CNG                         | GNC                               | 320 CV   | Rampa para silla de ruedas             | 401-421           | Entrada en servicio: 27-7-2022  |
| Solaris Bus Urbino 18 CNG                         | GNC                               | 320 CV   | Información sonora sobre el recorrido  | 401-421           | Entrada en servicio: 27-7-2022  |
| Irizar IeTram 18 Eléctrico                        | Eléctrico                         | 240 kW   | Piso bajo integral                     | 601-611           | Entrada en servicio: 25-1-2023  |
| Irizar IeTram 18 Eléctrico                        | Eléctrico                         | 240 kW   | Rampa para silla de ruedas             | 601-611           | Entrada en servicio: 25-1-2023  |
| Irizar IeTram 18 Eléctrico                        | Eléctrico                         | 240 kW   | Información sonora sobre el recorrido  | 601-611           | Entrada en servicio: 25-1-2023  |
| MAN NL223 F / SERCAR                              | Diésel                            | n/d      | Piso bajo integral                     | BT                | Entrada en servicio: 2004       |
| MAN NL223 F / SERCAR                              | Diésel                            | n/d      | Rampa para silla de ruedas             | BT                | Entrada en servicio: 2004       |
| MAN NL223 F / SERCAR                              | Diésel                            | n/d      | Información sonora sobre el recorrido  | BT                | Entrada en servicio: 2004       |

## Uniformidad
Prendas de uniformidad usadas por los conductores, reglamentarias desde 2022.
|          |        |                           |                        |
| Invierno | Verano | Alternativo (forro polar) | Alternativo (cazadora) |

Reglamentarias de 1982 a 2022.
|          |                    |        |                      |
| Invierno | Invierno (chaleco) | Verano | Verano (alternativo) |

### Logotipos
|           |           |           |
| 1982-1995 | 1995-2022 | 2022-Act. |